# MiG-29
Mikojan-Gurevič MiG-29 (rusky МиГ-29, v kódu NATO „Fulcrum“) je lehký dvoumotorový proudový stíhací letoun k vybojování vzdušné nadvlády v prostoru fronty. Byl vyvinut v SSSR konstrukční kanceláří Mikojan v 70. letech 20. století. Měl se doplňovat spolu s větším a těžším letounem Suchoj Su-27, který byl zamýšlen jako protiváha amerického stroje McDonnell Douglas F-15 Eagle, zatímco MiG-29 měl být odpovědí na lehčí typy General Dynamics F-16 Fighting Falcon a McDonnell Douglas F/A-18 Hornet. Do služby v sovětském letectvu vstoupil MiG-29 v roce 1982.
Původně byl navržen primárně k boji proti nepřátelským letadlům, ale nakonec mnoho MiGů-29 sloužilo jako víceúčelové taktické letouny schopné působit i proti pozemním cílům. MiG-29 vznikl v několika hlavních variantách, včetně víceúčelového MiGu-29M a námořní verze MiG-29K; nejpokročilejším ze série jsou letouny MiG-35. Pozdější verze jsou často vybaveny vylepšenými motory, skleněným kokpitem, systémem HOTAS, moderními radary, IRST senzory a výrazně zvýšenou kapacitou paliva. Některá letadla byla také vybavena pro tankování paliva za letu.
Po rozpadu Sovětského svazu letouny nadále slouží v řadě bývalých sovětských republik, ze kterých je ruské letectvo největším provozovatelem. Ruské letectvo chtělo modernizovat stávající letku na verzi MiG-29SMT, ale finanční potíže způsobují omezené dodávky. MiG-29 byl také populární exportní letoun, který se dostal do služby asi u 30 zemí. Největším zahraničním provozovatelem je Indie. V roce 2013 byly MiGy-29 stále ve výrobě u společností Mikojan (od roku 2006 součástí Sjednocené letecké korporace).

## Vývoj

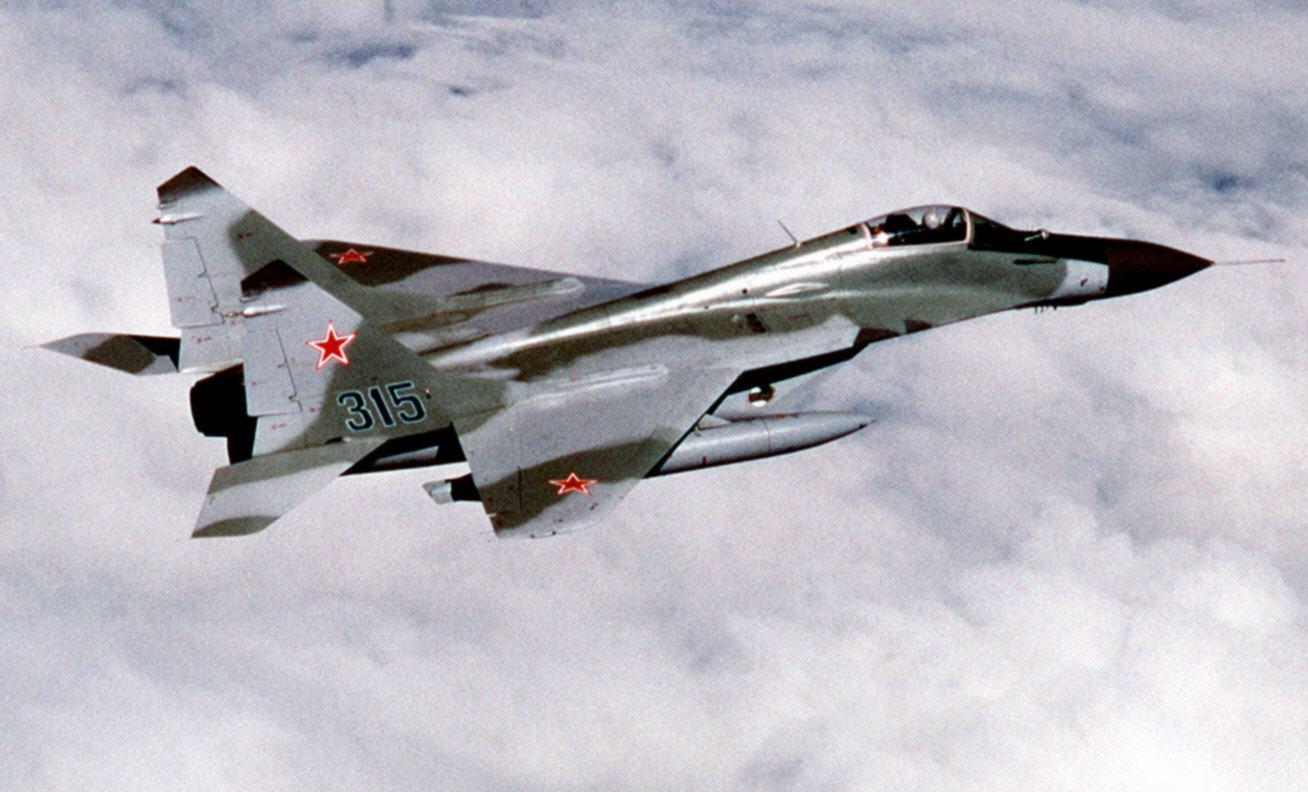
Sovětský MiG-29 nad Aljaškou během cesty na show do Kanady

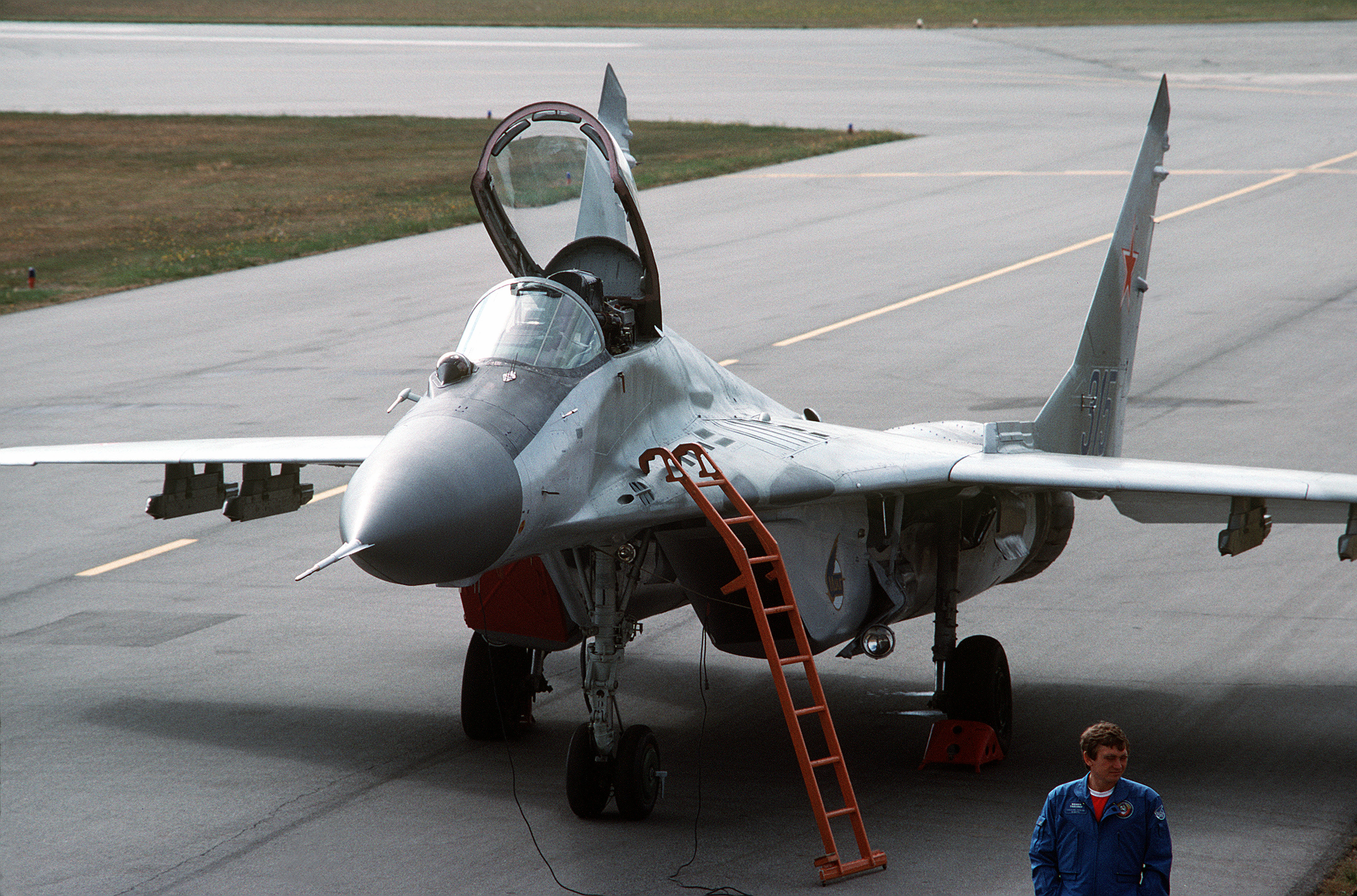
Ruský MiG-29 odstavený na rampě po přehlídce na Abbotsford Air Show, 1989.

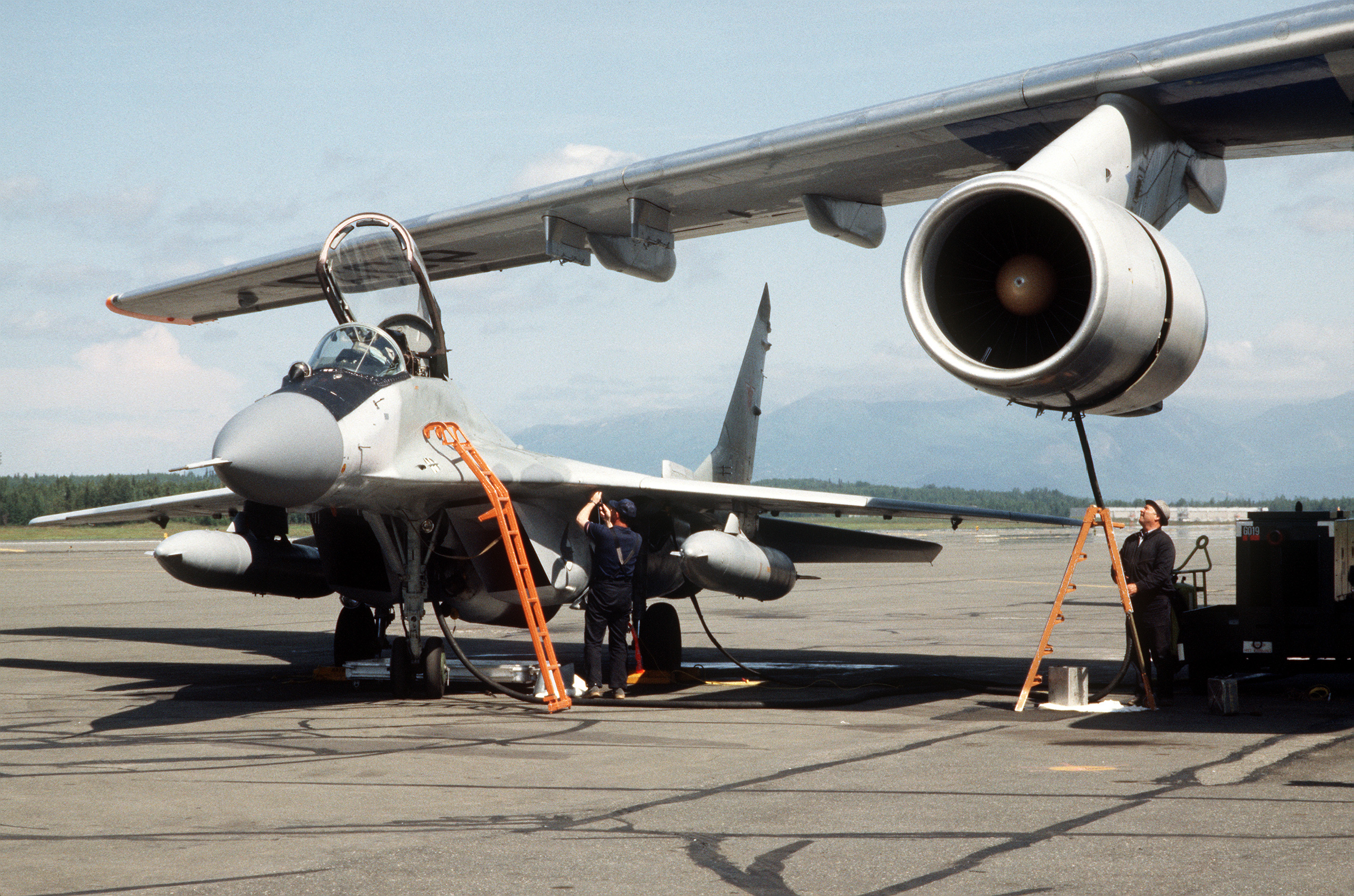
Doplňování paliva z tankeru Il-76

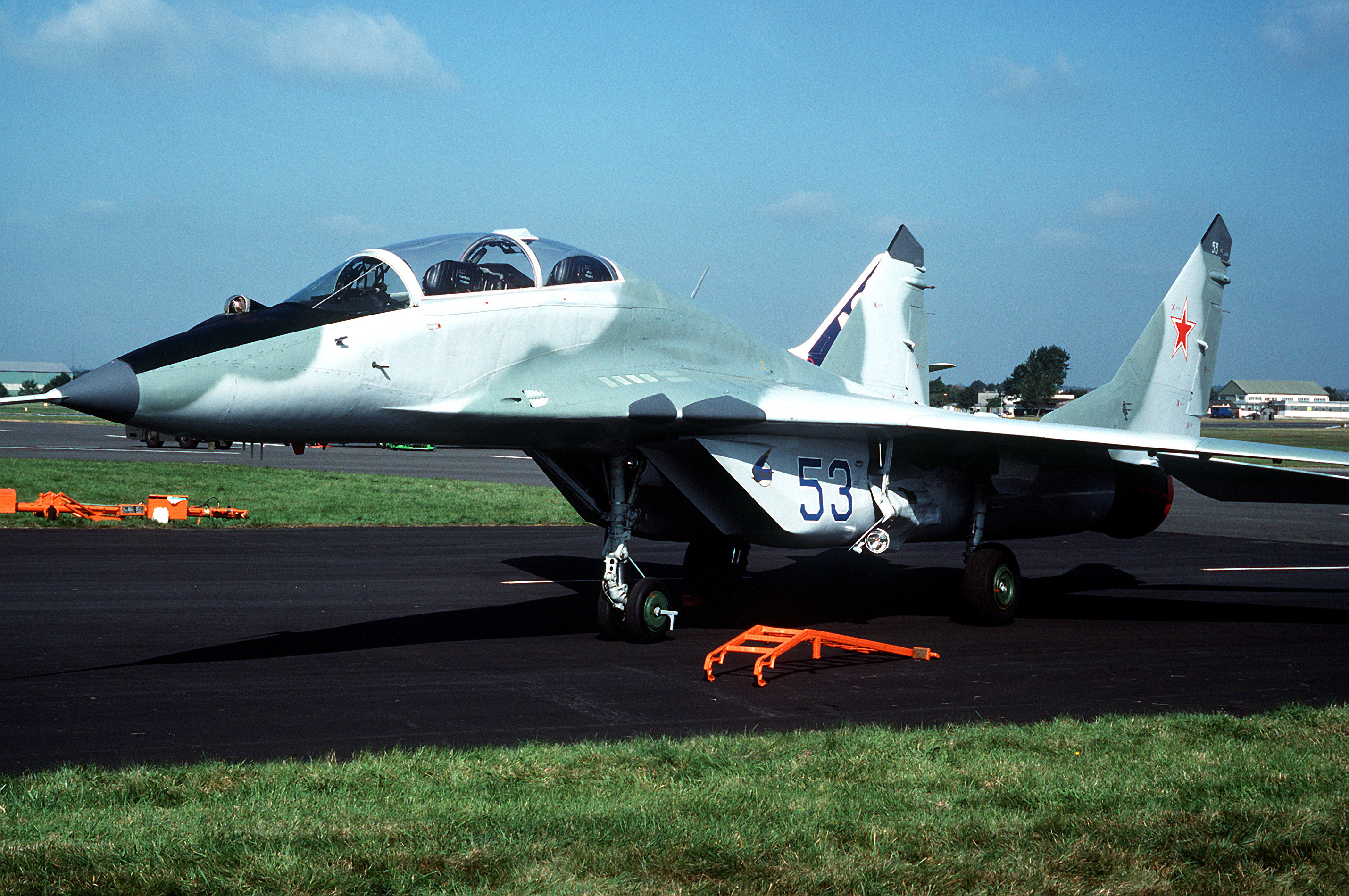
MiG-29UB na Farnborough Airshow roku 1988

MiG-29 byl vyvinutý počátkem 70. let 20. století v konstrukční kanceláři inženýra Mikojana ze společného prototypu, ze kterého se vyvinul i MiG-23 a později MiG-27. Měl nahradit rychle zastarávající letouny MiG-21 a být potenciálním soupeřem amerického letounu F-15. Podle požadavků sovětského generálního štábu na tzv. PFI (Perspektivnyj Frontovoj Istrebitel – perspektivní frontový stíhač), měl mít rychlost Mach 2+ ve vodorovném letu, vynikající manévrovací schopnosti, velký dolet, schopnost používat i neupravené vzletové plochy a silnou výzbroj. Velmi brzy začal vývoj ve spolupráci s konkurenční kanceláří Suchoj v Aerodynamickém institutu v Moskvě. Brzy se však ukázalo, že stroj bude finančně velmi náročný na to, aby mohl být vyráběn v tak velkých sériích, jako jeho předchůdci. Proto byl projekt PFI rozdělen na dvě varianty – těžkou a lehkou. Lehká svými parametry odpovídala americkému letounu F-16 Fighting Falcon. Výsledný prototyp známý jako Produkt 9 byl přímým předchůdcem prvního MiGu-29A. Práce na něm se začaly v roce 1974 a o tři roky později 6. října 1977 absolvoval svůj první zkušební let. Zanedlouho byla jeho existence odhalena americkými špionážními družicemi. Sériová výroba mírně vylepšeného typu MiG-29B začala rychle, ačkoliv stále existovaly různé problémy s motory.
Při konstrukci stroje se nikdy neuvažovalo o jiném uspořádání než o dvoumotorové koncepci, která zajišťovala vyhovující poměr hmotnosti a ceny k vyšší bezpečnosti a výdrži v bojových podmínkách. Stroj může při vysazení jednoho z motorů při vzletu nadále nabírat zrychlovat  a stoupat. Má výhodný poměr tahu motorů ke hmotnosti. Snížení hmotnosti draku bylo dosaženo  použitím kompozitních materiálů a lehkých slitin hliníku a lithia. Celková konstrukce draku je také zaměřena na prodloužení životnosti kriticky namáhaných částí a jeho jednodušší výrobu vyžadující nižší počet výrobních operací. Letadlo je optimalizováno pro let s velkým úhlem náběhu, což  podstatně zlepšuje obratnost a zmenšuje poloměr zatáček. Vztlak je u MiGu-29 vytvářen až ze 40 % trupem (vztlakové těleso), čímž také odlehčuje křídla a způsobuje jejich menší plošné zatížení. Koncepce vyžadující vysoký vztlak trupu si vyžádala široké rozestavení motorů, což rovněž zvyšuje odolnost stroje v boji a také zlepšuje možnosti osazení podvozku dostatečně daleko od středu trupu (za cenu mírně zhoršené ovladatelnosti při letu s jedním motorem). Konstruktéři MiGu-29 se dlouhou dobu zabývali uspořádáním jednotlivých prvků tak, aby měl stroj co největší příčnou i podélnou stabilitu v průběhu letu s vysokým úhlem náběhu. Pozorně se zvažovalo umístění svislých ocasních ploch, aby byla vždy alespoň jedna vždy dobře obtékána vzduchem, bez ohledu na boční skluz stroje. Takto od sebe vzdálené směrovky jsou také lepší při letech vysokou rychlostí. Oproti jeho předchůdcům je MiG-29 těžké uvést a udržet v ploché vývrtce – její vybrání, například při ztrátě rychlosti, je jednoduché, stačí uvést řídící páku do neutrální polohy.
6. října 1977 absolvoval MiG-29 svůj první zkušební let, pilotoval ho zkušební pilot Alexander Fedotov. Celkem bylo vyrobeno 13 prototypů. Na prvním z nich probíhaly zkoušky celkových výkonů, ovladatelnosti a rozbor možného zatížení konstrukce. Pravděpodobně tento kus byl odhalen americkými špionážními družicemi. Další 3 prototypy byly zničeny při nehodách spojených s problémy nových motorů. Prvních 21 před-sériových strojů mělo nový lomený kryt radiolokátoru a mírně modifikovaný podvozek. Stroje byly také doplněny aerodynamickým padákem, kterým se doplňovaly přehřívané brzdy kol. Přestože první prototypy měly problémy s motory, začala sériová výroba MiGů-29B v souladu s plánem.
Sovětské letectvo ho začalo používat v roce 1983. První zmínky a spekulace se v západním tisku objevily už v roce 1979. Západní veřejnost ho mohla poprvé spatřit ve Finsku v červenci 1986. Na leteckém dni v anglickém Farnborough v září 1988 okouzlil svými výkony a letovými vlastnostmi také odborníky. MiG-29B se vyráběl v několika verzích, včetně dvojmístné. Byl exportován do většiny zemí Varšavské smlouvy. Mnoho zemí si tyto stroje stále cení a snaží se je dále vylepšovat.

## Konstrukce

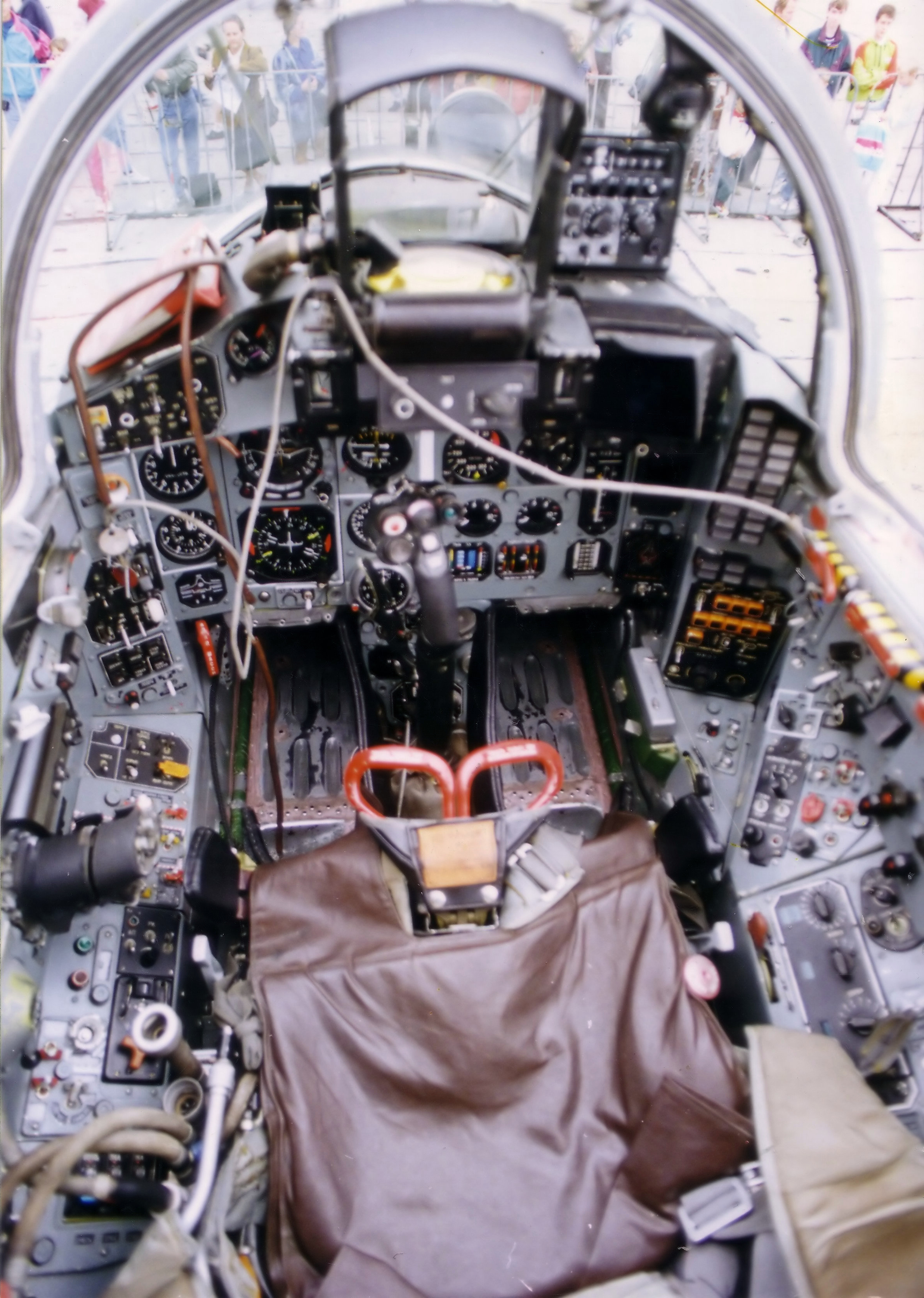
Kokpit MiGu-29

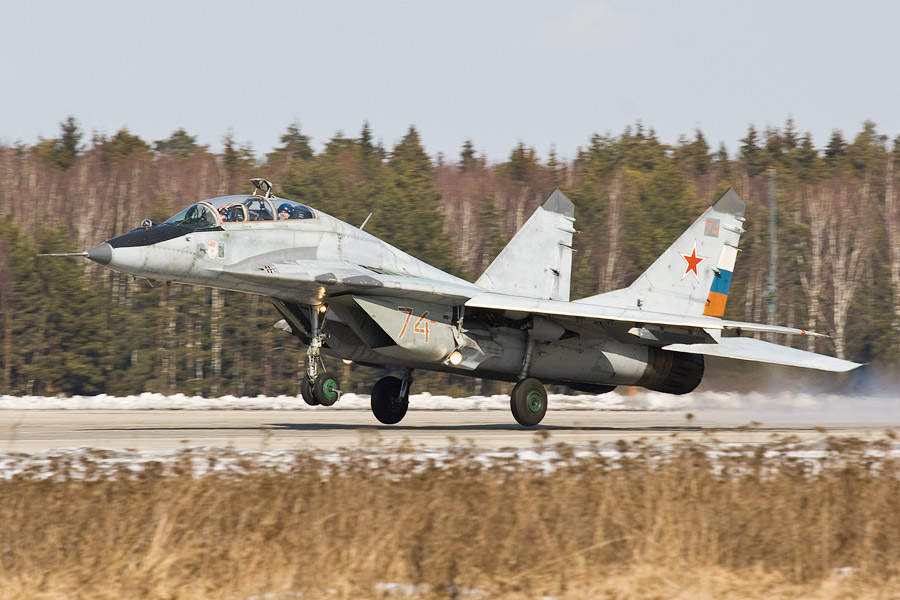
cvičný MiG-29UB

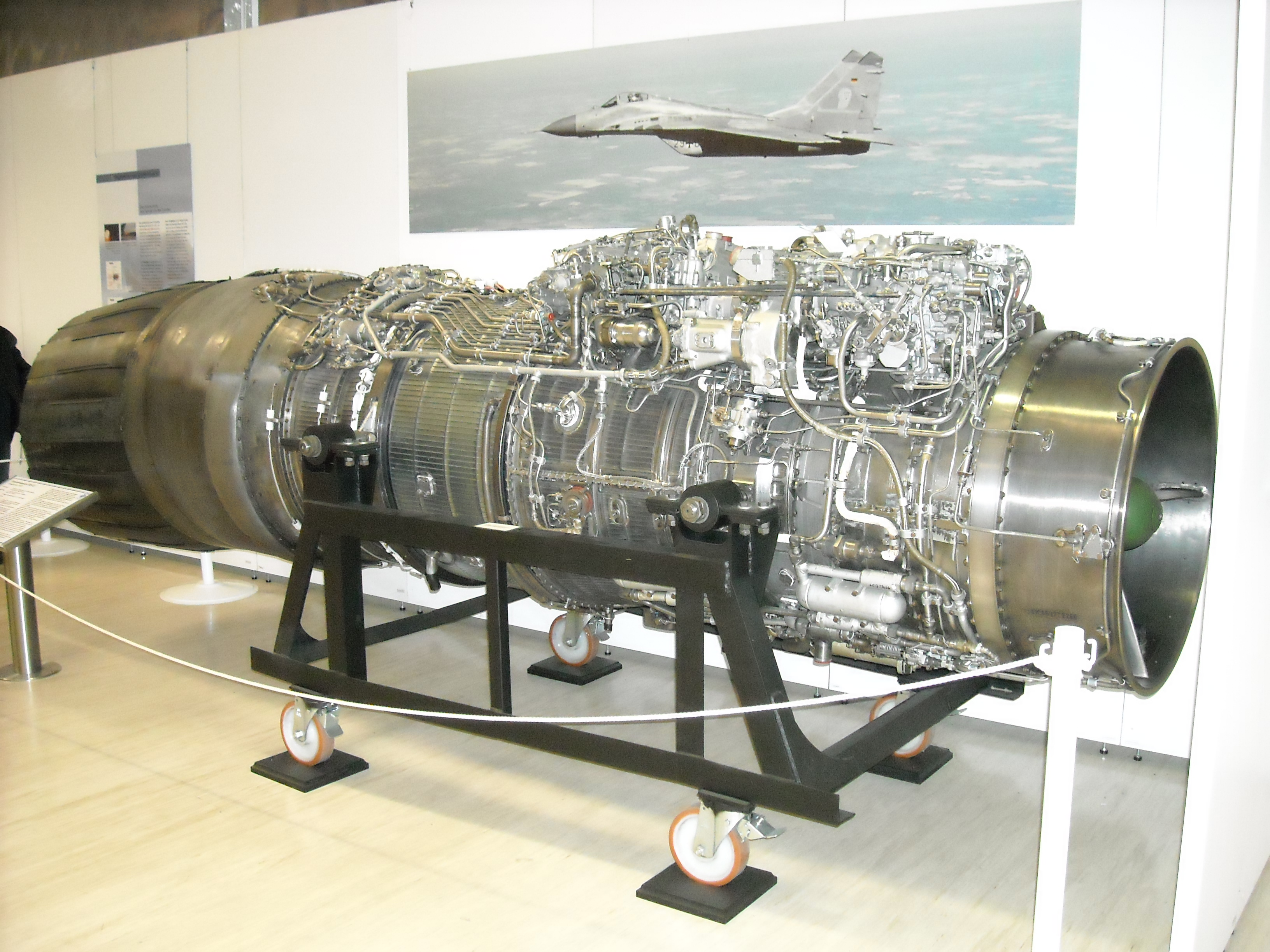
Motor RD-33

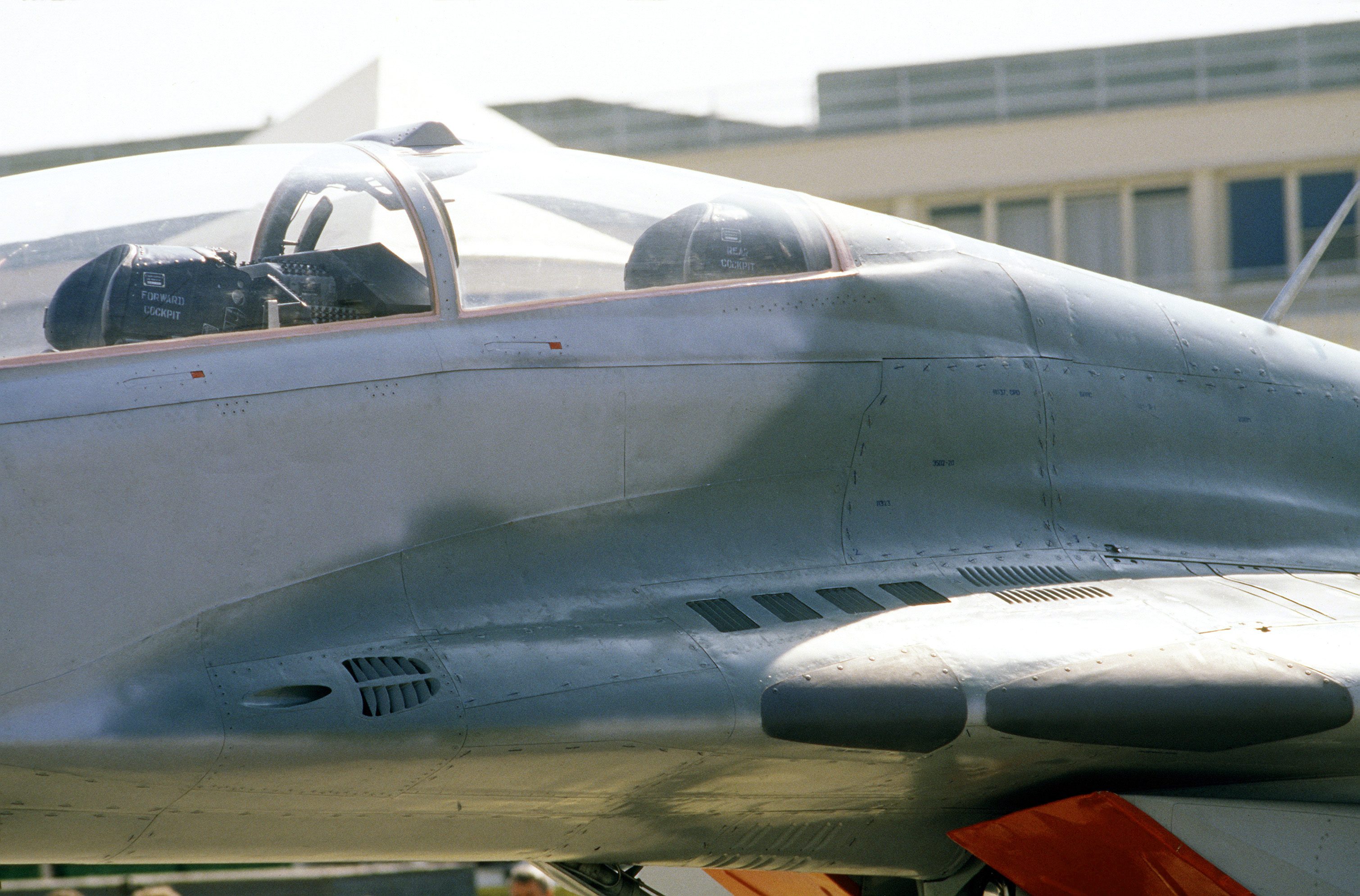
Záběr ústí kanónu stroje MiG-29UB

MiG-29 je samonosný, dvoumotorový dolnoplošník. Trup tvoří celokovová skořepina. Zhruba 7 procent draku je tvořeno kompozitními materiály. Trup je celkově pojat jako vztlakové těleso s dvěma vírovými přechody u křídel. Trup tak tvoří téměř polovinu vztlaku celého letounu. Díky těmto vlastnostem má MiG-29 obrovský přebytek tahu a vztlaku, což je základní předpoklad pro úspěšný manévrový boj.
Mezi dvojitými ocasními plochami se nachází dělený brzdící štít a padák, který umožňuje výrazně zkrátit dojezd letadla během přistání. Vnitřní nádrže umožňují nést až 3 200 kg paliva, což při velké spotřebě obou motorů Klimov RD-33 postačuje jen na kratší vzdálenosti. Letoun sice může nést velké přídavné nádrže, ale za cenu velkého zhoršení letových charakteristik. Při  pohybu po zemi používá letoun jako ochranu před nasáním cizích předmětů do motoru sklopné „rampy“ které uzavřou sací otvory pod trupem a vzduch je k motorům přiváděn pomocnými otvory na horní straně vírových přechodů (kterým se slangově říká „žábry“). Hlavní vstupy do motorů se otevírají až po zatažení podvozku. Řízení je vybaveno  hydraulickými posilovači, ale pilot nemá k dispozici systém fly-by-wire jako třeba v Su-27. Před pilotem se nachází průhledový head-up display (HUD). Na pravé straně je umístěn monochromatický displej s alfanumerickou klávesnicí. Pilot sedí na vystřelovacím sedadle K-36DM. Letadlo bylo zpočátku vybaveno dopplerovským radarem N-019, který však nesplnil očekávaní ruského letectva. Proto byl modernizován na typ N-019M Topaz s palubním počítačem C-101M, který je odolnější proti rušení, dokáže sledovat deset cílů  současně nebo navádět dvě rakety na dva nezávislé cíle. Radar je doplněn  optickým systémem OEPS-29, který se skládá z infračerveného zaměřovače S-31E2 KOLS a laserového dálkoměru. Tento systém umožňuje napadnout cíl v pasivním režimu s vypnutým radiolokátorem. Pilot nepřátelského letounu tak není před útokem předem varován, což zvyšuje pravděpodobnost zasažení cíle. Jako pasívní ochrana slouží výmetnice dipólových odražečů a pyrotechnických klamných cílů v ocasní části letadla.
MiG-29 je vybavený tříbodovým zatahovacím podvozkem. Přední podvozková noha je dvojkolová a zatahuje se směrem dozadu. Zadní nohy se sklápějí dopředu, přičemž se otáčejí o 90 stupňů. Jejich šachty jsou umístěny na okraji motorových gondol. Podvozková kola s velkým průměrem umožňují MiGu-29 působit i z nezpevněných polních letišť.

### Výzbroj
Stroj je vyzbrojen vestavěným 30mm kanónem GŠ-30-1. Jde o nejlehčí zbraň ve své kategorii na světě, která bez munice váží pouze 46 kg. Zásoba střeliva je 150 nábojů. Stroj může nést na třech závěsnících pod každým křídlem nejrůznější varianty řízených střel vzduch-vzduch, například R-27, R-73, R-60MK, jakož i množství laserem naváděných střel vzduch-země či konvenčních pum celkově do hmotnosti 3 500 kg. Verze dodávané zemím Varšavské smlouvy byly přizpůsobeny nést i nukleární zbraně.

## Služba
SSSR
Na západě se MiG-29 poprvé představil 2. července 1986 ve Finsku. O dva roky později, v září 1988, se ukázaly na Farnborough Airshow v Anglii. Následující rok se letadla za letu předvedla na pařížském Aerosalonu, kde se během prvního víkendu show účastnila nehody bez obětí na životech. Pařížský aerosalon byl teprve druhou akcí sovětských stíhaček na mezinárodní letecké show od roku 1930. Západní pozorovatelé byli ohromeni jeho schopnostmi a výjimečnou hbitostí. Po rozpadu Sovětského svazu většina MiGů-29 vstoupila do služby ruského letectva.
Rusko

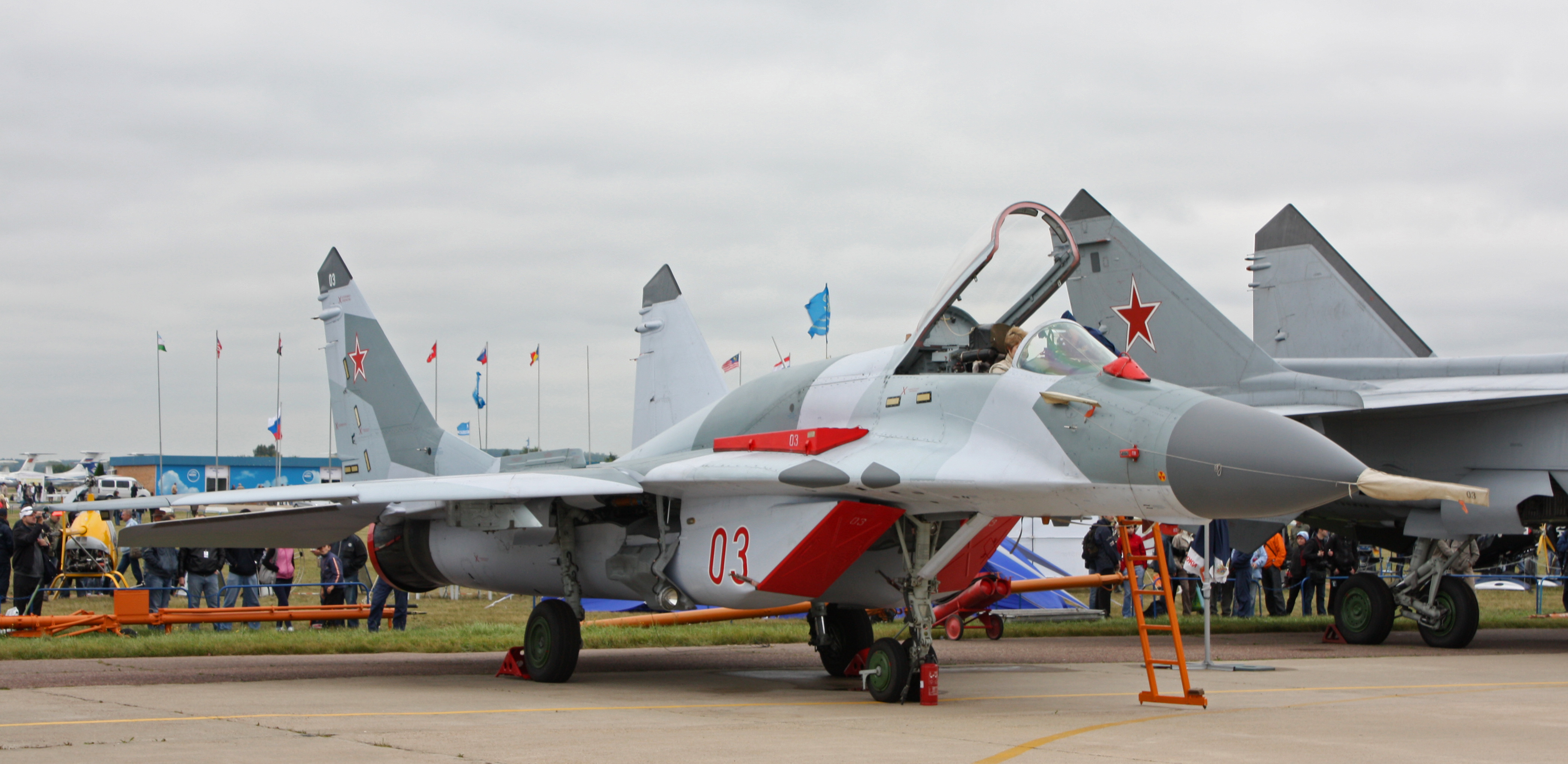
MiG-29SMT na přehlídce MAKS 2011

V červenci 1993 se dva MiGy-29 ruského letectva na letecké show Royal International Air Tattoo srazily ve vzduchu. Nikdo na zemi neutrpěl vážnější zranění, oba piloti se stačili katapultovat a bezpečně přistáli.
Ruské letectvo uzemnilo všechny své MiGy-29 po havárii na Sibiři 17. října 2008. Po druhé havárii MiGu-29 na východní Sibiři v prosinci 2008 ruští představitelé připustili, že většina stíhaček MiG-29 v ruském letectvu nebyla schopna plnit bojové povinnosti kvůli špatné údržbě. Stáří letadla bylo také důležitým faktorem, protože asi 70 % MiGů bylo považováno za příliš starých na to, aby se vznesly do nebe. Ruské MiGy-29 neobdržely žádné aktualizace od rozpadu Sovětského svazu. 4. února 2009 ruské letectvo obnovilo lety s MiGy-29. Nicméně v březnu 2009 vyžadovalo 91 MiGů-29 ruského letectva po kontrolách opravu kvůli korozi; přibližně 100 MiGů bylo v té době povoleno pokračovat v létání. Ruské vzdušné síly zahájily aktualizaci svých raných MiGů-29 na aktuálnější standard MiG-29SMT, ale finanční potíže zabránily dodání více než tří modernizovaných MiGů-29 SMT ruským vzdušným silám. Místo toho bylo ruskými vzdušnými silami zakoupeno 35 MiGů-29SMT/UBT odmítnutých Alžírskem. Rusko zadalo 15. dubna 2014 objednávku na 16 nových MiGů-29SMT s dodáním do roku 2017.
16. července 2014 byl sestřelen ukrajinský Su-25 a ukrajinští představitelé tvrdí, že byl sestřelen MiGem-29 pomocí rakety R-27T. Ruská strana obvinění odmítá.
Bělorusko
Po rozpadu SSSR zůstaly v Bělorusku dva pluky vyzbrojené typem MiG-29. Na letišti Bereza 927. stíhací pluk 26. letecké armády s 10 MiG-29 (Izdelie 9–12), 35 MiG-29 (Izdelie 9–13) a   MiG-29UB. Na letiště Ross byl přesunut 11. května 1993 z bývalé NDR 787. stíhací pluk s 6 MiG-29 (9–12), 22 MiG-29 (9–13) a 2 MiG-29UB, původně umístěné na letišti Finow-Eberswalde. Po přesunu byl pluk rozpuštěn a letouny uskladněny. Po získání samostatnosti se stroje z Ross přesunuly k 61. stíhací brigádě v Baranoviči. Na jaře 1996 Bělorusko a Peru podepsali kontrakt o prodeji 16 MiG-29 (9–12) a 2 MiG-29UB. Další MiGy 29 byly prodány v letech 2000 a 2001 do Alžírska. Na začátku roku 2002 mělo běloruské vojenské letectvo ve výzbroji už jen 20 strojů MiG-29 (9–13) a 7 MiG-29UB na 1. stíhací základně v Baranoviči a 4. stíhací základně v Bjaroze.
Ukrajina

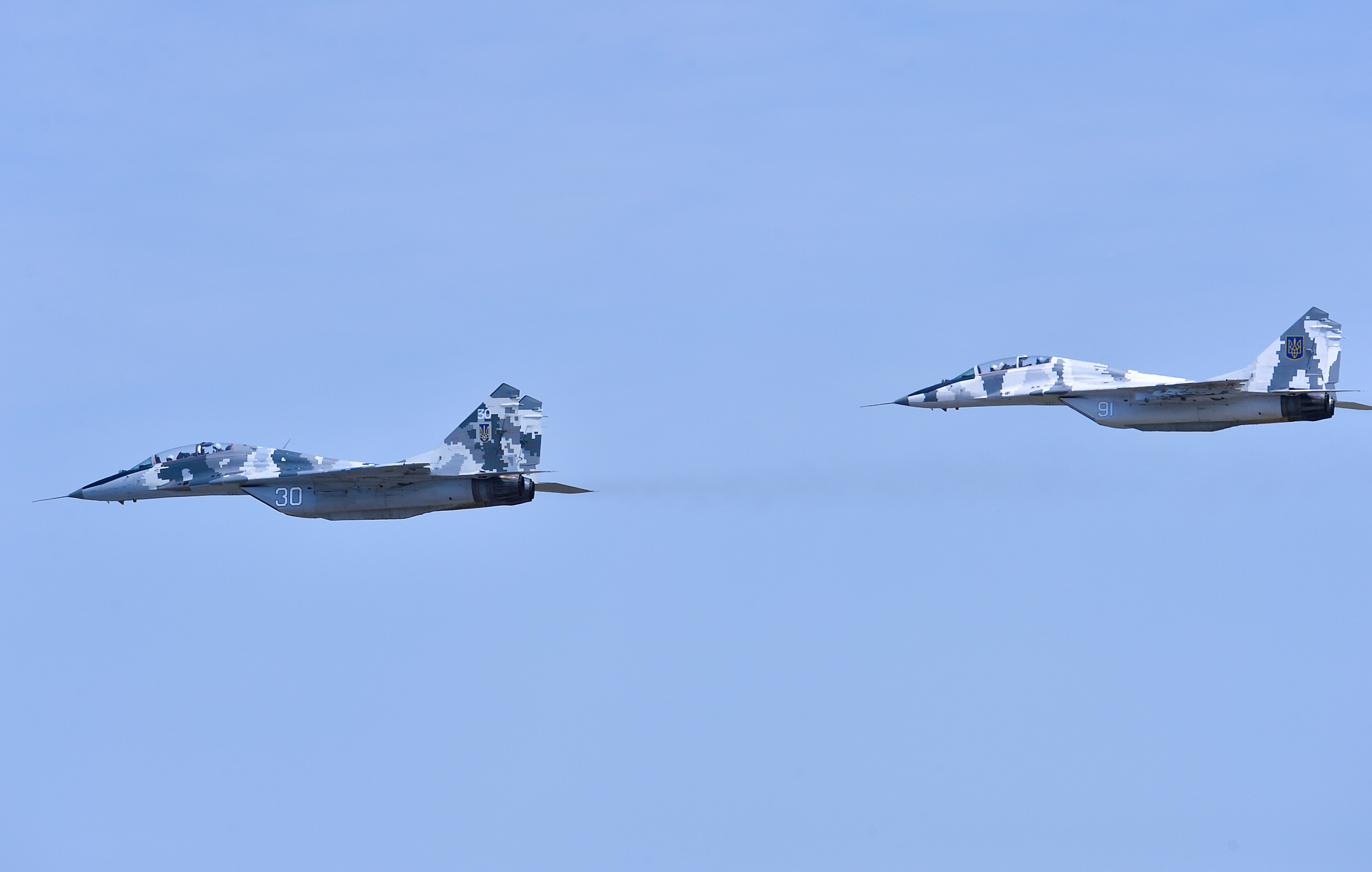
Ukrajinské MiGy-29 v srpnu 2017

Po rozpadu SSSR se stala Ukrajina druhým největším provozovatelem MiGu-29 po Rusku. Na začátku roku 2002 5. leteckému sboru v Oděse podléhal v rámci 138. stíhací divize 161. stíhací pluk v Limansku a 642. stíhací pluk v Martinovsku s 65 kusy MiG-29 a třemi MiG-29UB. 14. leteckému sboru ve Lvovu podléhaly v rámci ivano-frankivské 6. stíhací divize 85. stíhací pluk v Starokonstantinovu a 114. stíhací pluk v Ivano-Frankivsku s 81 MiG-29 a 11 MiG-29UB. Protivzdušné obraně podléhaly 8. stíhací pluk ve Vasilkovu a 62. stíhací pluk v Belbeku se 71 MiG-29 a 10 MiG-29UB.
Letadla MiG-29 byla ukrajinskými vzdušnými silami nasazena během války na východní Ukrajině proti tamním ozbrojeným skupinám podporovaným Ruskem. Dne 7. srpna 2014 byl jeden MiG-29 setřelen nad obcí Jenakijeve. Oba piloti se katapultovali a poté byli zajati.
V době ruské invaze započaté v únoru 2022 byly ukrajinské MiGy-29 adaptovány pro použití protiradarových střel AGM-88 a řízených pum typů JDAM, AASM-Hammer a GBU-39 SDB. Dle nezávislého webu Oryx ztratila Ukrajina k srpnu 2024 během invaze nejméně 29 MiGů-29. V dubnu a květnu 2023 dodalo Polsko Ukrajině 14 svých MiGů-29 a Slovensko dalších 10 stíhaček ve verzi AS/UBS a 3 ve verzi A/UB, část neletuschopných pro náhradní díly.
Moldavsko
Letouny MiG-29 získalo Moldavsko po rozpadu SSSR. Pocházely z 84. stíhacího pluku letectva vojenského námořnictva. Pluk měl v době rozpadu Sovětského svazu tři letky se sedmi MiG-29 (Izdelie 9–12), 24 MiG-29 (9–13) a 3 MiG-29UB na letišti v Markulesti. V době rozpadu a separatismu se část Moldavska na severovýchod od Dněstru vyhlásila za samostatnou Podněsterskou republiku. V následných bojích po 23. červnu 1992 byl jeden MiG-29 (9–12) sestřelen palbou ze země. V červnu 1994 prodalo Moldavsko do Jemenu 17 strojů MiG-29. Z nich byly do Jemenu dodány jen 3 MiGy-29 (9–13) a 1 MiG-29UB. Tato první dodávka se realizovala těsně před boji mezi severní a jižní částí Jemenu, poté byly dodávky přerušeny. Dalších 6 letounů MiG-29 (9–13) bylo před transferem do Jemenu odesláno na generální opravy do běloruského závodu v Baranoviči, odkud se dostaly na místo určení. 21 exemplářů MiG-29 předalo Moldavsko na podzim 1997 do USA. Postupně byly v rozebraném stavu odvezeny letouny C-17 Globemaster III na základnu USAF Wright-Patterson.

### Vývoz

MiGu-29B ve výzbroji jugoslávského letectva během Operace Spojenecká síla v roce 1999.

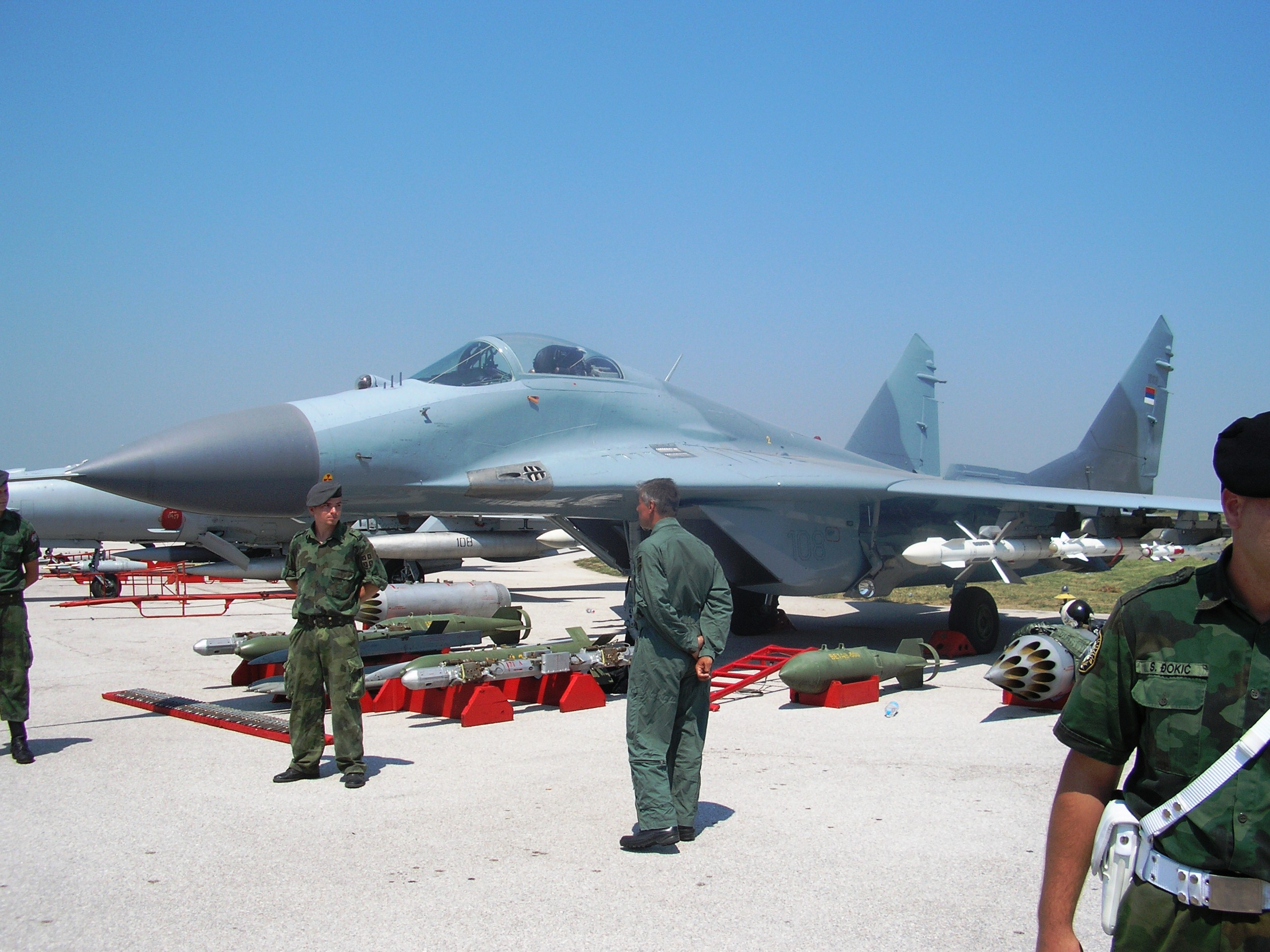
Srbský MiG-29

MiG-29 v československé armádě

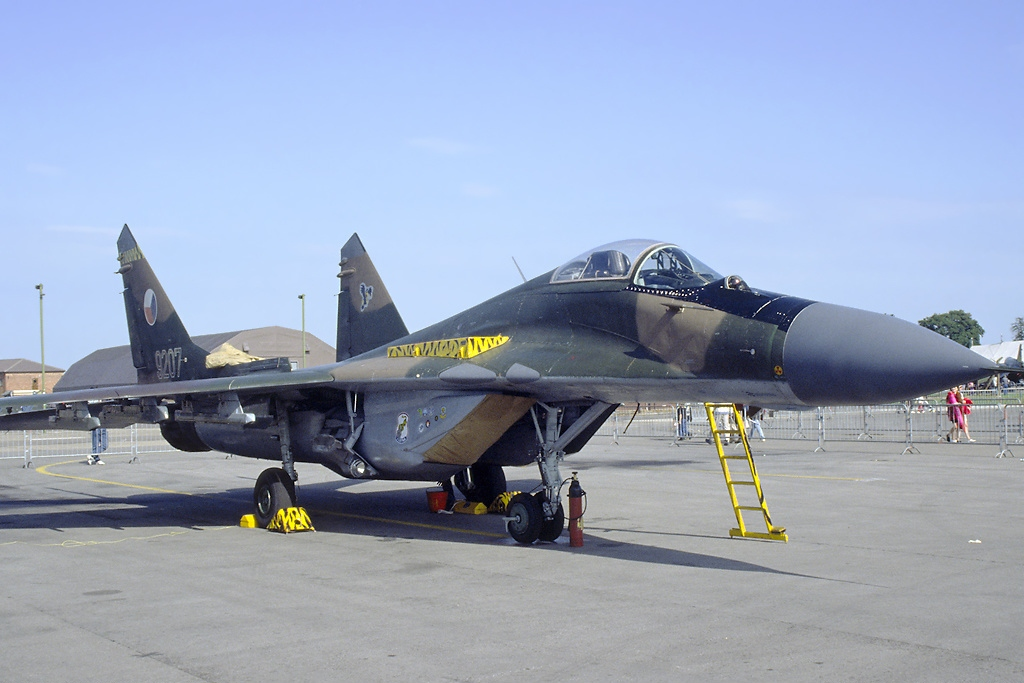
Československý MiG-29 v roce 1992 v Anglii

Dodávky československých letounů MiG-29 započaly 28. dubna 1989, kdy v Žatci přistál první MiG-29UB. V druhé polovině června následovalo 8 jednomístných MiG-29 (Izdělie 9–12A) a 28. července přiletěl druhý MiG-29UB. Letouny byly zařazeny k 1. letce 11. stíhacího leteckého pluku v Žatci. Další čtyři MiGy-29 přiletěly v lednu 1990 a šest kusů v dubnu. 
MiG-29 v české armádě
Při dělení ČSFR zůstalo v ČR devět letounů MiG-29 a jeden MiG-29UB. Koncem roku 1992 velení vzdušných sil vyřadilo MiG-29 ze systému PVO a stroje byly převeleny ze Žatce k 1. slp do Českých Budějovic. Vzdušné síly Armády České republiky své stroje v červenci 1994 vyřadily ze služby a začalo jednání o jejich prodeji. V prosinci 1995 vyměnilo všech svých 10 MiGů-29 do Polska za 11 vrtulníků W-3 Sokol vybavených pro leteckou záchrannou službu, protože jedinou soupravu na rozsáhlejší opravy získalo při dělení ČSFR Slovensko. Letouny byly do Polska přelétnuty mezi prosincem 1995 a lednem 1996.
MiG-29 ve slovenské armádě

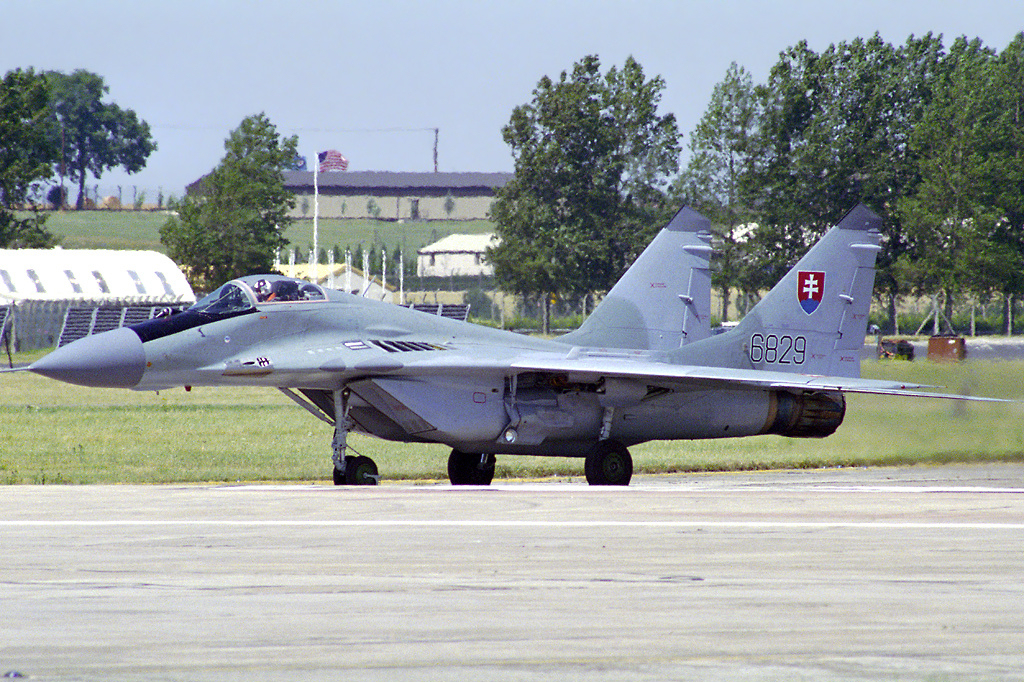
MiG-29A (reg. č. 6829) 31. stíhacího leteckého křídla na Royal International Air Tattoo 1996 ve Fairfordu

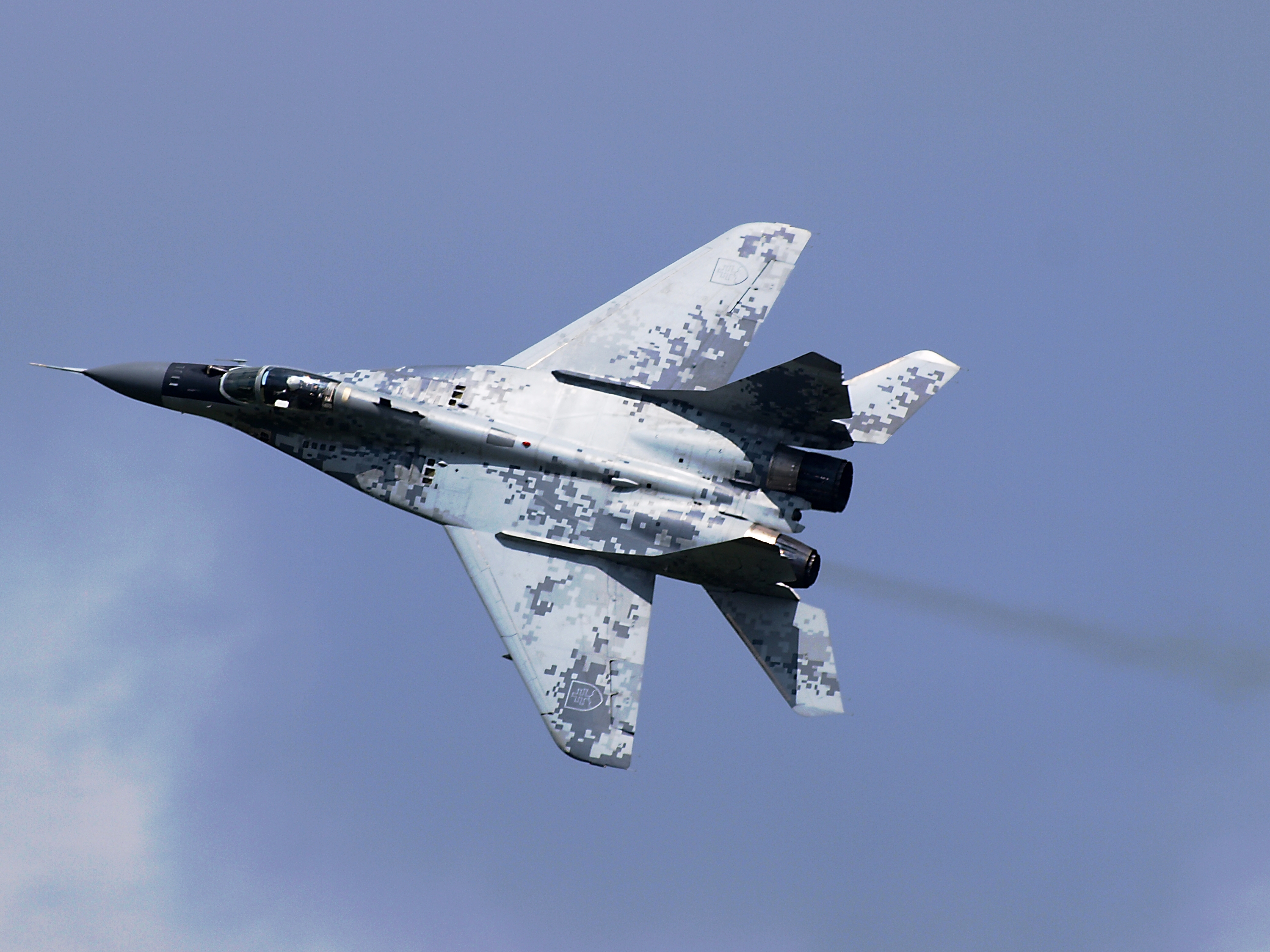
Slovenský MiG-29AS

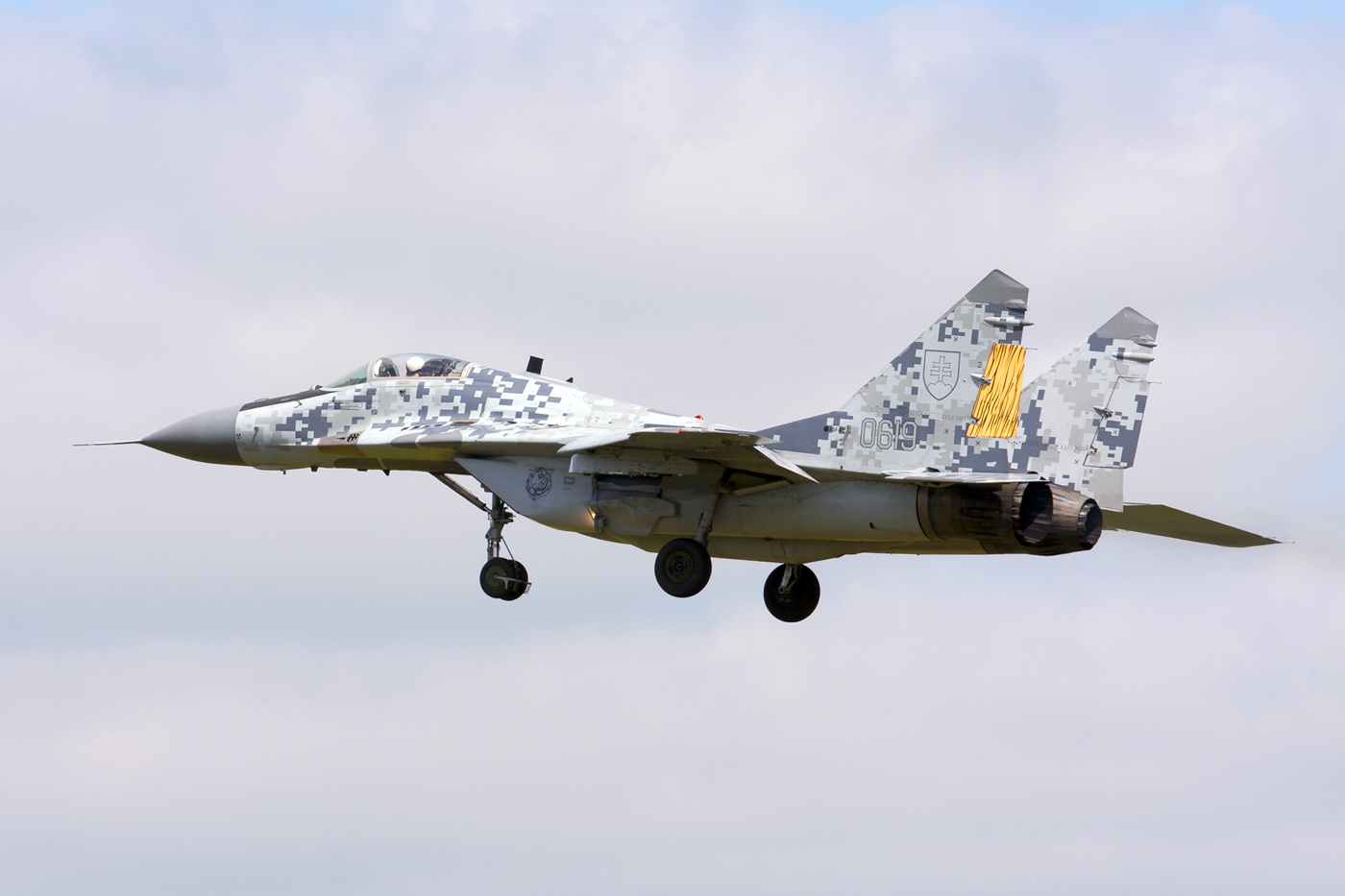
MiG-29AS (reg. č. 0619) v digitální kamufláži

Stíhačky MiG-29 tvořily základ Vzdušných sil Slovenské republiky. Slovenské letectvo původně vlastnilo 21 letadel tohoto typu,[zdroj?] z toho 10 modernizovaných MiGů-29AS a dva modernizované cvičné MiGy-29UBS plus osm nemodernizovaných stíhacích MiGů-29A a jeden cvičný nemodernizovaný MiG-29UB. MiGy-29A a MiG-29UB byly odstaveny a nebyly nepoužívány. Modernizace strojů, která byla provedena ve spolupráci s výrobcem letadel i více západními společnostmi byla provedena mezi lety 2005 a 2006 v leteckých opravnách Trenčín. Stroje byly vybaveny moderními komunikačními prostředky a systémy kompatibilními s technikou NATO. Mimo jiné avionika přešla na anglosaský měrný systém. 12 modernizovaných strojů (10 jednomístných verze AS a 2 dvoumístné UBS), které navíc prošly i změnou kamufláže, byly formálně předány armádě 29. února 2008 na letišti Sliač. Po pár nadzvukových letech se nová tzv. „digitální kamufláž“ začala na namáhaných místech odlupovat.
Původně se odhadovalo, že po modernizaci je budou slovenské ozbrojené síly využívat až do roku 2029 nebo až 2040. Provoz MiGů-29 byl však dlouhodobě zajišťován s omezeními v plnění k požadovanému náletu. Letadla dlouhodobě neplnila měřitelné ukazatele bezpečnosti letů ve vztahu k požadovanému náletu na letový incident a ani nedosahovala potřebné míry provozní spolehlivosti. Servis letadel byl od roku 2006 zajištěn dodavatelským způsobem na základě abonentních smluv se společností RSK MiG. Z důvodu neuspokojivého technického stavu a konstrukčně-technologických omezení neumožňovaly plnohodnotné plnění úkolů v rámci systému NATINAMDS a neumožňovaly plnění operačních úkolů většího rozsahu pro případ krize nebo války. Z hlediska standardů NATO nebylo letadlo MiG-29 plně interoperabilní, což mělo za následek rozsáhlé omezení v případě účasti taktického letectva ve společných operacích (komunikační, informační a datové zařízení, taktický dolet letadla, doplňování paliva během letu, elektronické ochranné systémy, zbraňové a zaměřovací systémy).
Provoz letadel MiG-29 byl negativně ovlivňován nízkou spolehlivostí, která se přímo odrážela v průměrném náletu na jednu poruchu, nedostatkem motorů RD-33 s dostatečnou zálohou technického života, dalších potřebných komponent a nedostatkem bloků západní avioniky.
Technický stav tzn. dostupnost letadel na plnění úkolů se promítl i do dosažené úrovně vycvičenosti. Průměrný nálet operačních pilotů MiG-29 v rámci NATINAMDS nedosahoval požadované úrovně vycvičenosti na úrovni Mission Ready/Combat Ready (MR/CR). Je třeba, aby byla operačními piloty udržena minimálně nižší úroveň Basic Mission Qualification (BMQ).
Vzhledem k nízké reálné dostupnosti letecké techniky byla doba výcviku k dosažení požadovaného stupně vycvičenosti pilotů pro zařazení do pohotovostního systému slovenského letectva neúměrně dlouhá a bylo mimořádně náročné dosažení požadovaného počtů pilotů. Udržení požadované míry způsobilosti bylo při zachování tohoto stavu z dlouhodobého hlediska personálně i ekonomicky náročné.
Výše uvedené skutečnosti hrály významnou roli při rozhodování slovenské vlády o typu nového stíhacího letadla pro letectvo. 11. července 2018 slovenská vláda na jednání vlády rozhodla o nákupu 14 kusů stíhaček F-16V Block 70/72. První čtyři letadla mělo letectvo postupně převzít od září do prosince 2022. MiGy-29 tak měly zůstat u slovenského letectva létat minimálně do roku 2023, čili do dosažení počátečních operačních schopností (IOC) nových F-16.
Ze služby na Slovensku byly MiGy-29 vyřazeny už koncem srpna 2022.
Počátkem dubna 2023 bylo 13 zbývajících slovenských strojů MiG-29 předáno Ukrajině, v rámci výzbrojní pomoci proti ruské agresi. Nedlouho poté se objevila informace o jejich omezených schopnostech boje. Slovenský ministr obrany Jaroslav Naď uvedl, že letouny mohli záměrně poškodit ruští technici, kteří ještě v roce 2022 byli přítomni na základně Sliač a měli přístup k leteckým motorům.
Slovenské stíhačky MiG-29 po rozdělení:
- MiG-29A: 7501, 8003, 8605, 9308, 5113, 5515, 5817 (nemodernizované) a 3709, 3911 (modernizované na MiG-29AS)
- MiG-29UB: 4401 (nemodernizovaný)

Slovenské stíhačky MiG-29 z Ruska 1. deblokace:
- MiG-29A: 0820, 2022 (nemodernizované) a 0619, 0921, 2123 (modernizované na MiG-29AS)
- MiG-29UB: 1303 (modernizovaný na MiG-29UBS)

Slovenské stíhačky MiG-29 z Ruska 2. deblokace:
- MiG-29A: 6829, 6930 (nemodernizované) a 6124, 6425, 6526, 6627, 6728 (modernizované na MiG-29AS)
- MiG-29UB: 5304 (modernizovaný na MiG-29UBS)

Zničené MiGy-29:
- 2022 – požár motoru
- 6829 a 6930 – srážka 6. 11. 2002 o 20:45 hod.; mjr. Ing. Marián Katuška † (6829)

MiG-29 v polské armádě

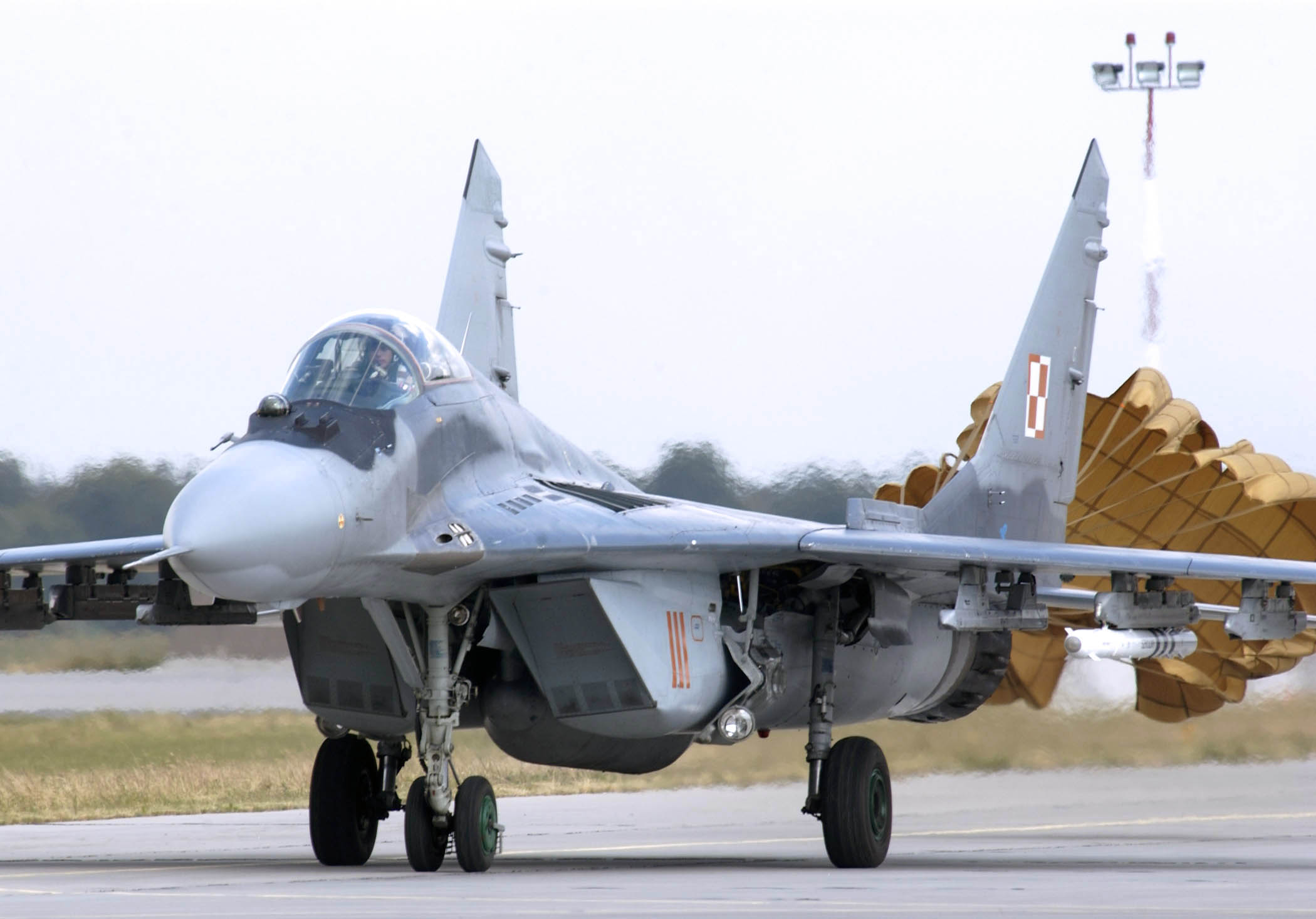
Polský MiG-29A

Stíhačky MiG-29 tvoří spolu s letouny F-16 základ polského vojenského letectva. První letouny MiG-29A zakoupilo Polsko v roce 1989. Dalších 5 letounů bylo dodáno v roce 1990. Celkem tak získalo 10 letounů MiG-29.
V prosinci 1995 získalo Polsko dalších deset MiGů na základě dvoustranné česko-polské vládní dohody, která vytvořila rámec pro předání všech 9 letounů MiG-29A a jednoho dvoumístného MiGu-29UB českého vojenského letectva.
V roce 1999 byl zařazen do služby první mírně vylepšený letoun MiG-29A, schopný plnit úkoly v rámci integrovaného systému NATO. Byl vybaven nezbytným identifikačním zařízením vlastní-cizí a příslušným komunikačním zařízením podle standardu NATO. Koncem září 2003 přistálo v Polsku prvních pět z celkem 23 letounů MiG-29G/UB darovaných německou Luftwaffe na základě dvoustranné vládní dohody z roku 2002. Za všechny tyto stíhačky Poláci zaplatili symbolické jedno euro.
Zbývajících 18 letounů bylo předáno během jednoho roku. Polské letectvo také získalo kompletní výzbroj a mnoho náhradních dílů včetně motorů. Za ty ovšem už muselo zaplatit 30 miliónů USD.
Bývalé německé MiGy už byly zahrnuty do integrovaného systému protivzdušné obrany NATO. Vzhledem k vysokému stupni dosažené modernizace se už nepočítá s jejich dalšími úpravami.
18. prosince 2017 při přiblížení na přistání nouzově přistál polský MiG-29 v lese poblíž 23. letecké základny. Pilot se nekatapultoval, ale pád přežil s lehkým zraněním. Jednalo se o první havárii MiGu-29 během jeho téměř tři desetiletí dlouhé operační historie v polském letectvu. 6. července 2018 havaroval u Pasłęku další MiG-29, jehož pilot zemřel při pokusu o katapultáž. Předpokládá se, že při havárii sehrály roli technické problémy. Další havárie následovala 4. března 2019. Tentokrát se pilot katapultoval a přežil.
8. března 2022 Polsko oznámilo ochotu převést svou operační flotilu letounů MiG-29 do USA prostřednictvím letecké základny Ramstein výměnou za letouny podobné role a operační schopnosti, se záměrem převést MiGy-29 na Ukrajinu, která by je použila proti ruské invazi.
16. března 2023 polský prezident Andrzej Duda oznámil, že Polsko předá čtyři operační MiGy-29 na Ukrajinu s tím, že další letadla budou dodána po servisu a přípravě. Polsko je první zemí NATO, která poskytla Ukrajině stíhací letouny.
Dne 13. dubna oznámil německý ministr obrany Boris Pistorius, že Německo schválilo převod pěti MiGů-29 na Ukrajinu. Německý souhlas byl nutný, protože tato letadla patřila Německé demokratické republice než byla v roce 2004 převedena do Polska.
Bulharsko
První letouny typu MiG-29 obdrželi v lednu 1990. Dodávku tvořily 4 kusy MiG-29UB a 8 kusů MiG-29 (Izdelie 9–12A). Byly přiděleny 1. letce 15. stíhacího pluk na letišti Ravnec u Burgasu. Do konce roku 1990 bylo dodáno dalších 10 MiG-29 (9–12A). O jeden MiG-29 přišli Bulhaři 29. října 1994. Při havárii zahynul velitel pluku. Po roce 1990 započala reorganizace letectva a MiGy-29 se přesunuly z 5. základny stíhacího letectva v Ravnac na letiště Graf Ignatievo. Na začátku roku 2002 měla druhá letka ze 3. základny stíhacího letectva v Graf Ignatievo 17 kusů MiG-29 a 4 MiG-29UB.
Jugoslávie a Srbsko
V říjnu 1987 Jugoslávské letectvo objednalo 14 kusů MiG-29 (Izdělije 9–12A) a 2 MiG-29UB a od 15. srpna 1988 s nimi vyzbrojilo 1. letku 127. stíhacího pluku na 204. letecké základně Batajnica u Bělehradu. 
Jugoslávské MiGy-29 se během rozpadu Jugoslávie účastnily malého počtu bojů a byly používány především k pozemním útokům. Několik letadel Antonov An-2 používaných Chorvatskem bylo zničeno na zemi na letišti Čepin u Osijeku v Chorvatsku v roce 1991 jugoslávským MiGem-29, aniž by došlo ke ztrátám MiGu. Nejméně dva MiGy-29 provedly 7. října 1991 letecký útok na Bánský dvůr, oficiální sídlo chorvatské vlády.
MiGy-29 pokračovaly ve službě v následné Svazové republice Jugoslávie. Kvůli zbrojnímu embargu OSN vůči zemi se stav MiGů-29 zhoršil, protože letadla nebyla udržována podle pravidel a generální oprava plánovaná na roky 1996 a 1997 nebyla provedena.
Šest MiGů-29 bylo sestřeleno během zásahu NATO za války v Kosovu, tři americkými F-15, jeden americkou F-16 a jeden F-16 Královského Nizozemského letectva. Jedno letadlo však bylo podle jeho pilota zasaženo přátelskou palbou ze země. Další čtyři byly zničeny na zemi. Jeden argentinský zdroj tvrdí, že MiG-29 26. března 1999 sestřelil F-16, ale tento sestřel je nepravděpodobný, protože dotyčná F-16C se toho stejného dne zřítila v USA.
Vzdušné síly Srbska a Černé Hory pokračovaly po válce v provozu se zbývajícími pěti MiGy-29 na velmi nízké úrovni, přičemž jeden z nich havaroval 7. července 2009. Na jaře 2004 se objevily zprávy, že provoz MiGů-29 byl ukončen, protože letouny už nemohly být udržovány, ale později bylo pět zbývajících draků odesláno do Ruska ke generální opravě. Malá srbská flotila MiGů-29 spolu s dalšími proudovými letouny byla v létě 2014 na čtyři měsíce odstavena kvůli problému s nákupem baterií. Srbské letectvo provozuje od roku 2020 14 MiGů-29 a další dva měly být přidány v roce 2021.
V listopadu 2016 Rusko souhlasilo s bezplatným darováním šesti svých MiGů-29, pokud Srbsko zaplatí náklady na opravu ve výši 50 milionů dolarů. Na konci ledna 2017 srbský ministr obrany Zoran Đorđević řekl, že Bělorusko také souhlasilo s darováním osmi svých MiGů-29 Srbsku na základě bezplatného převodu. Začátkem října 2017 Rusko dokončilo dodávku všech šesti MiGů-29. Letouny byly do Srbska převezeny na palubě dopravního letounu Antonov An-124. 25. února 2019 Bělorusko formálně předalo čtyři MiGy-29 srbské armádě během ceremonie v 558. závodě na opravy letadel v Baranavičy. Tím se flotila srbského letectva zvýšila na 14 MiGů-29.Srbsko plánuje utratit asi 180–230 milionů EUR na modernizaci celé své flotily MiGů-29.
Maďarsko
Prvních osm kusů MiG-29 přiletělo z Krasnodaru 15. října 1993, dalších osm 26. října a posledních dvanáct 4. listopadu. Všechny letouny obdržel 59. taktický stíhací pluk Szentgyorgy Deszó v Kecskemétu, který se tak stal nejsilnějším a nejmoderněji vybaveným útvarem celého maďarského letectva. 28. července 1998 havaroval při výcviku jeden MiG-29 (červená 17) a pilot zahynul.
Německo

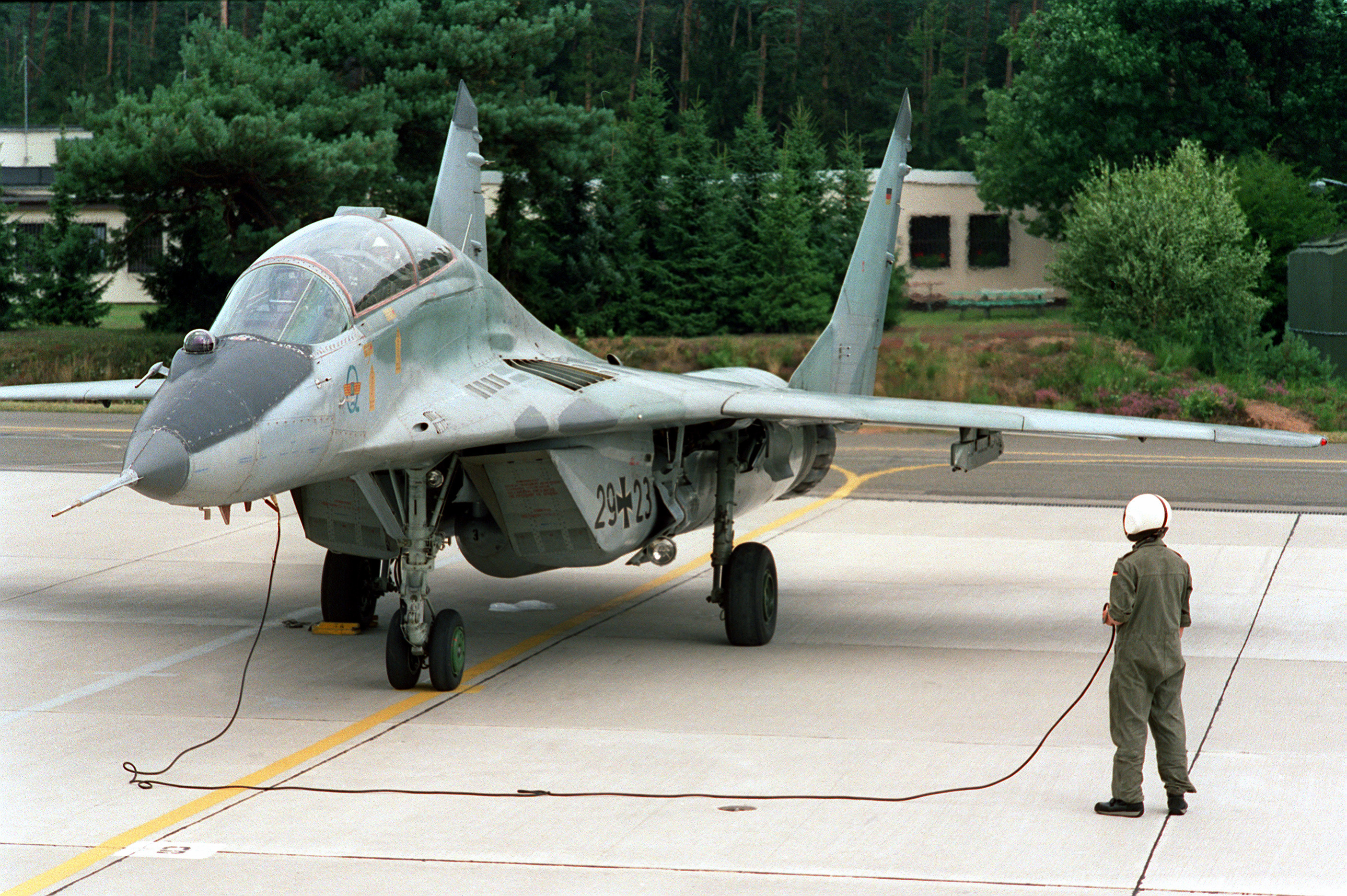
Německý MiG-29GT

První MiGy-29 NDR převzala v březnu 1988 v počtu 20 MiG-29 a 4 MiG-29UB. Byly přiděleny 1. a 2. Staffel/Jagdgeschwader 3 Wladimir Komarow na letišti Perschen blízko polské hranice.
Po sloučení obou německých států 3. října 1990 zůstaly MiGy-29 ve výzbroji Německa na různé testy a výcvik. Nad Středozemním mořem v blízkosti Korsiky a Sardinie nacvičovaly boje jako úvod operace Pouštní bouře. Německé MiGy-29 byly následně zařazeny do 1. Staffel/Jagdgeschwader 73 na letišti Laage u Rostocku. Během provozu jeden MiG-29 (29+09) 25. května 1996 havaroval v důsledku chyby pilotáže, jedna „Devětadvacítka“ byla dodána do USA. Začátkem roku 2002 mělo Německo 19 letounů MiG-29 a 4 MiG-29UB, které byly všechny modernizovány na standard NATO. 7 strojů poté prošlo další etapou modernizace, která umožnila instalaci podkřídelních přídavných nádrží a týkala se také některých bloků radaru. V roce 2002 byla současně podepsána smlouva s Polskem o odprodeji všech 23 MiGů-29 za symbolickou cenu 1€.
Rumunsko
Prvních 10 letounů MiG-29 (9–12A) a 2 MiG-29UB bylo dodáno v červnu 1989 pro 1. letku 57. stíhacího pluku na letišti Mihail Kogalniceanu. Do konce roku 1989 Rumunsko odebralo další tři MiGy-29, z nichž jeden byl dvojmístný. V roce 1990 došlo na bázi Bukurešť-Baneasu ke kolizi dvou letounů MiG-29 s následnou smrtí obou pilotů a jednoho člena pozemního personálu. V polovině 90. let došlo ke ztrátě jednoho stroje MiG-29UB a zakoupení čtyř MiGů-29 (Izdelie 9–12) a jednoho MiGu-29UB (9–51) v Rusku. Jeden MiG-29 (9–13) byl dodán z Moldavska. Technologický demonstrátor letounu MiG-29 Sniper byl jako výsledek rumunsko-izraelsko-německé spolupráce představen na ILA v Berlíně v roce 2000. Začátkem roku 2002 měla 1. a 2. letka 57. letecké základny Mihail Kogalniceeanu v provozu 18 letounů MiG-29, z toho tři ve variantě UB.
Irák

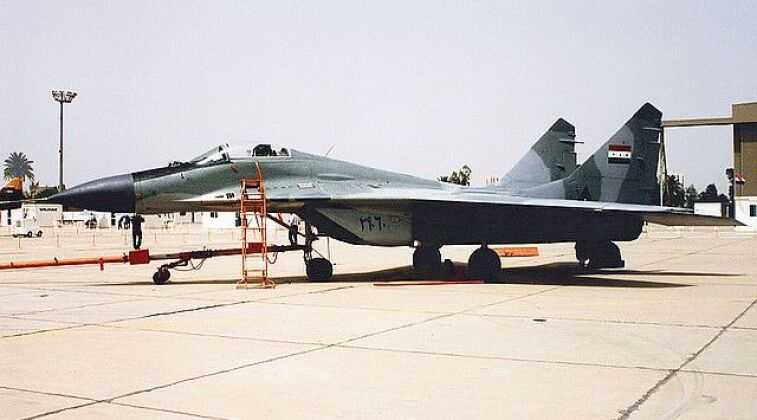
Irácký MiG-29A

Irák obdržel řadu stíhaček MiG-29 a použil je k střetu s rovnocennými íránskými protivníky během pozdějších fází íránsko-irácké války.
Do srpna 1990, v době invaze do Kuvajtu, obdrželo irácké letectvo 39 MiGů-29 (9.12B) Fulcrum-A. Irák byl údajně nespokojen s tím, že neobdržel rakety R-73 a R-27T, které koaliční rozvědka vyhodnotila jako velkou hrozbu. Místo toho obdržel rakety R-60MK. V důsledku toho si již neobjednali letadla. Irák byl údajně schopen upravit své MiGy-29 tak, aby nesl jak přídavné nádrže, tak podvěsku TMV-002 Remora ECM.
MiGy-29 se v roce 1991 se v rámci iráckého letectva účastnily války v Zálivu. Pět MiGů-29 bylo sestřeleno americkými stíhačkami F-15. Některé ruské zdroje uvedly, že jedno britské Panavia Tornado, ZA467, bylo sestřeleno v severozápadním Iráku MiGem-29 pilotovaným Džamílem Sajhúdem. Britské zdroje tvrdí, že toto Tornado havarovalo 22. ledna při misi do Ar Rutbah. Další irácké sestřely ze vzdušných soubojů jsou hlášeny v ruských zdrojích, kde USA tvrdí další případy bojového poškození, jako B-52, o kterém USA tvrdí, že byl zasažen přátelskou palbou, když vysokorychlostní, protiradarová střela AGM-88 byla navedena na radar řízení palby ocasního kanonu B-52. Bombardér se vrátil na základnu a následně byl přejmenován na „In HARM's Way“. Předpokládá se, že F-111 byl zasažena střelou odpálenou MiGem-29, ale dokázala se vrátit na základnu.
Původní irácká flotila čítající 37 MiGů-29 byla po válce v Zálivu zredukována na 12. Jeden MiG-29 byl poškozen a čtyři byly evakuovány do Íránu. Zbývajících 12 letadel bylo staženo z provozu v roce 1995, protože bylo potřeba provést generální opravu motorů, ale Irák je nemohl na tento úkon poslat.
Po invazi do Iráku v roce 2003 pod vedením Američanů a rozpuštění baasistické irácké armády v květnu téhož roku byly zbývající stíhačky sovětské a čínské výroby iráckého letectva vyřazeny ze služby.
Indie

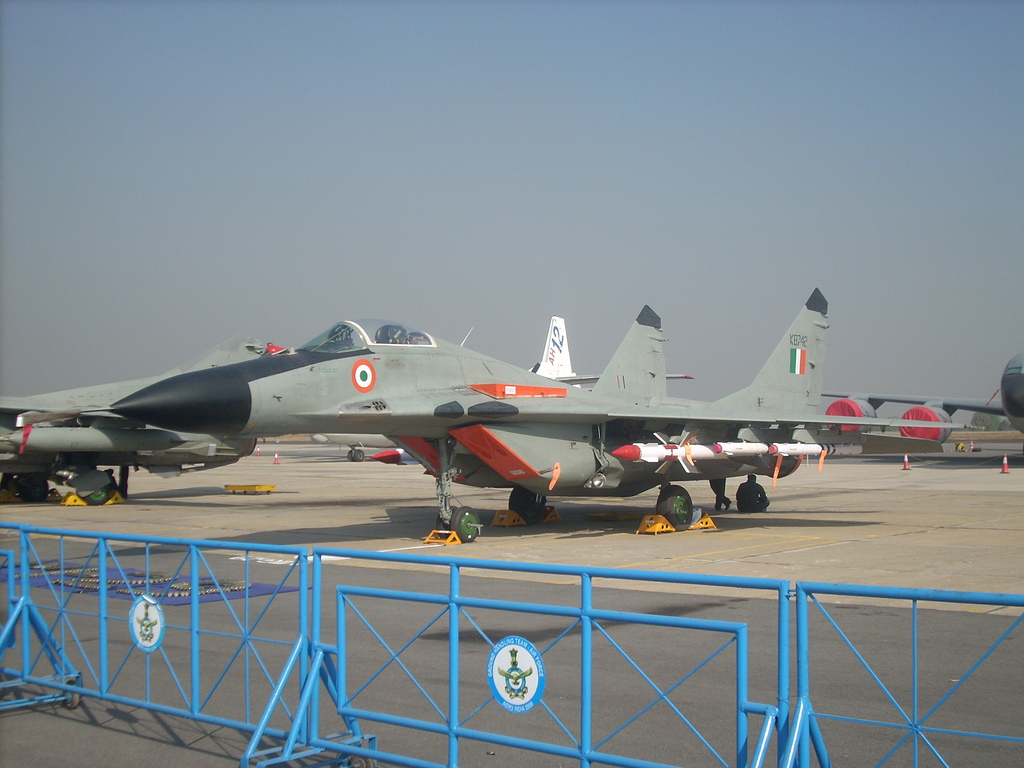
Indický MiG-29 na Aero India v roce 2009

Indie byla prvním zahraničním zákazníkem MiGu-29 mimo země Varšavské smlouvy. Indické letectvo (IAF) zadalo v roce 1984 objednávku na 44 letadel (40 jednomístných MiGů-29 9.12B a čtyři dvoumístné MiGy-29UB) a MiG-29 byl oficiálně zařazen do služby v roce 1987. V roce 1989 bylo objednáno dalších 26 letadel a v roce 1994 bylo zakoupeno 10 pokročilejších MiGů-29 9.13. Od té doby letoun prošel řadou úprav s přidáním nové avioniky, subsystémů, motorů a radarů.
Indické MiGy-29 byly během Kárgilské války v Kašmíru v roce 1999 značně používány indickým letectvem k zajištění stíhacího doprovodu pro Mirage 2000 útočící na cíle laserem naváděnými pumami.
Dobré provozní výsledky MiGu-29 přiměly Indii v letech 2005 a 2006 podepsat dohodu s Ruskem o modernizaci všech svých MiGů-29 za 888 milionů USD. V rámci dohody byly indické MiGy upraveny tak, aby byly schopné nést střely vzduch-vzduch R-77/RVV-AE (AA-12 'Adder'). Střely byly testovány v říjnu 1998 a byly integrovány do indických MiGů-29. Indické letectvo také udělilo společnosti MiG Corporation další kontrakt v hodnotě 900 milionů dolarů na modernizaci všech 69 MiGů-29 ve službě. Tyto modernizace zahrnují novou sadu avioniky, přičemž radar N019 bude nahrazen radarem Phazotron Žuk-M. Letoun je také vybaven tak, aby posílil bojové schopnosti za vizuálním dosahem a pro doplňování paliva za letu pro zvýšení vytrvalosti. V roce 2007 Rusko také poskytlo indické společnosti Hindustan Aeronautics Limited (HAL) licenci na výrobu 120 dvouproudových motorů řady RD-33 3 pro účely modernizace. Ta bude zahrnovat i nový systém ovládání zbraní, vylepšenou ergonomii kokpitu, střely vzduch-vzduch, vysoce přesné střely vzduch-země a řízené pumy. Prvních šest MiGů-29 bude modernizováno v Rusku, zatímco zbývajících 63 MiGů bude modernizováno v zařízení HAL v Indii. Indie také udělila mnohamilionovou zakázku společnosti Israel Aircraft Industries na poskytnutí avioniky a subsystémů pro modernizaci.
V březnu 2009 vyjádřilo indické letectvo znepokojení poté, co bylo v Rusku uzemněno 90 MiGů-29. Po provedení rozsáhlé inspekce indického letectva v březnu 2009 označili všechny MiGy-29 ve své flotile za bezpečné. Ministr obrany A. K. Antony v prohlášení v parlamentu uvedl, že MiG-29 je konstrukčně chybný v tom, že má tendenci tvořit praskliny v důsledku koroze v ocasní ploutvi. Rusko sdílelo toto zjištění s Indií, které se objevilo po havárii MiGu-29 ruského letectva v prosinci 2008. „Systém oprav a preventivní opatření jsou zavedeny a indické letectvo se v souvislosti s tímto problémem nesetkalo s velkými problémy,“ řekl Antony. Navzdory obavám z ruského uzemnění poslala Indie v roce 2008 prvních šest ze svých 78 MiGů-29 do Ruska k modernizaci. Program modernizace vybaví MiGy radarem s fázovým polem (PESA) a schopností doplňování paliva za letu.
Severní Korea

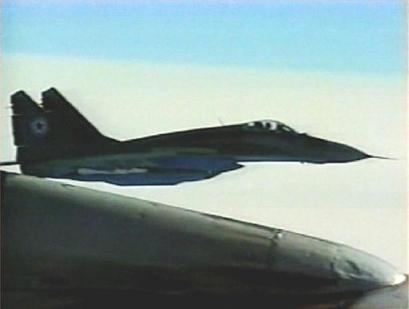
Severokorejský MiG-29S-13 při zachycení RC-135S roku 2003.

Předpokládá se, že letectvo Korejské lidové armády provozuje asi 18 MiGů-29, které jsou přiděleny k 55. leteckému pluku se sídlem na letecké základně Sunchon. Kromě 13 MiGů-29 (9.12B) Fulcrum-A a 2 cvičných letounů Fulcrum-B, které byly dodány v roce 1987, se Severní Korea také stala jediným exportním zákazníkem z období studené války a licencovaným výrobcem Fulcrum-C. Pod názvem MiG-29S-13 (9.13B) Fulcrum-C byly do Severní Koreje dodávány z SSSR/Ruska v letech 1991 až 1992 po částech. Dokončeny byly pouze tři S-13, protože Rusko odmítlo dodat Severní Koreji další díly. První lokálně vyrobený Fulcrum-C vzlétl 15. dubna 1993. Poprvé se s nimi americké letectvo setkalo a vyfotografovalo je v březnu 2003, když dvojice severokorejských MiGů-29 zachytila americký průzkumný letoun RC-135S Cobra Ball.
USA
V roce 1997 Spojené státy zakoupily 21 moldavských letounů MiG-29 v rámci programu Nunn–Lugar Cooperative Threat Reduction. Čtrnáct modelů MiG-29S, které jsou vybaveny aktivní radarovou rušičkou ve hřbetu a jsou schopny nést jaderné zbraně. Součástí motivu Spojených států k nákupu těchto letadel bylo zabránit jejich prodeji do Íránu. Tento nákup také mohl poskytnout letectvu, námořnímu letectvu a námořní pěchotě (USAF, USN a USMC) pracovní vyhodnocení a data o MiGu-29 a případně pro použití v odlišném výcviku vzdušných bojů. Takové informace jsou cenné v jakýchkoli budoucích konfliktech a mohou pomoci při navrhování a testování současných a budoucích zbrojních platforem. Na konci roku 1997 byly MiGy doručeny Národnímu zpravodajskému středisku pro letectví a vesmír (NASIC) na letecké základně Wright-Patterson v Ohiu, ačkoli se předpokládá, že mnoho z bývalých moldavských MiGů-29 bylo sešrotováno. Některé z těchto MiGů-29 jsou aktuálně vystaveny na letišti Nellis AFB v Nevadě; NAS Fallon v Nevadě; Goodfellow AFB v Texasu a Wright-Patterson AFB v Ohiu.

## Varianty

### MiG-29A Fulcrum-A

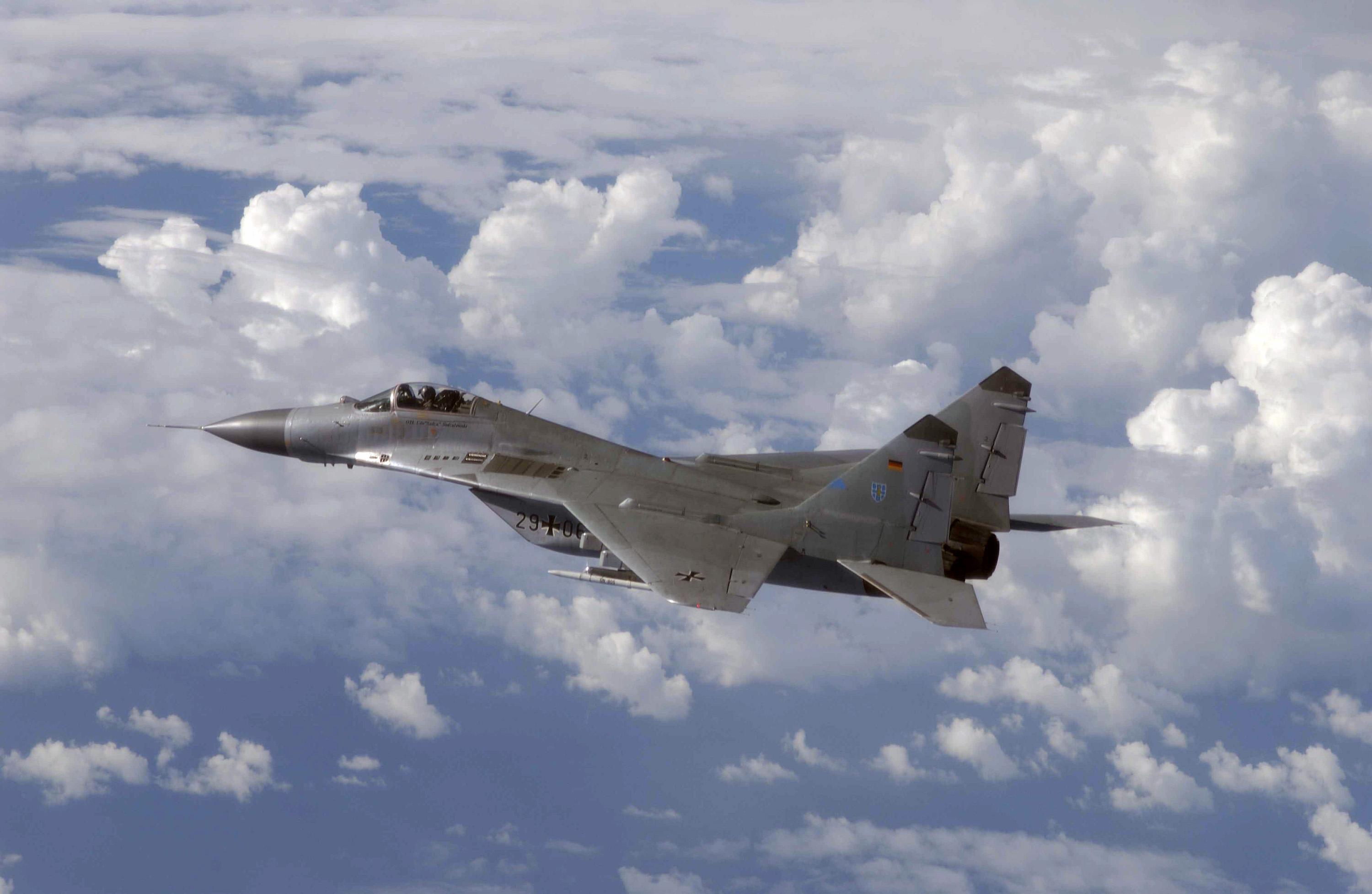
Německem vylepšená verze MiGu-29A – MiG-29G (9–12A)

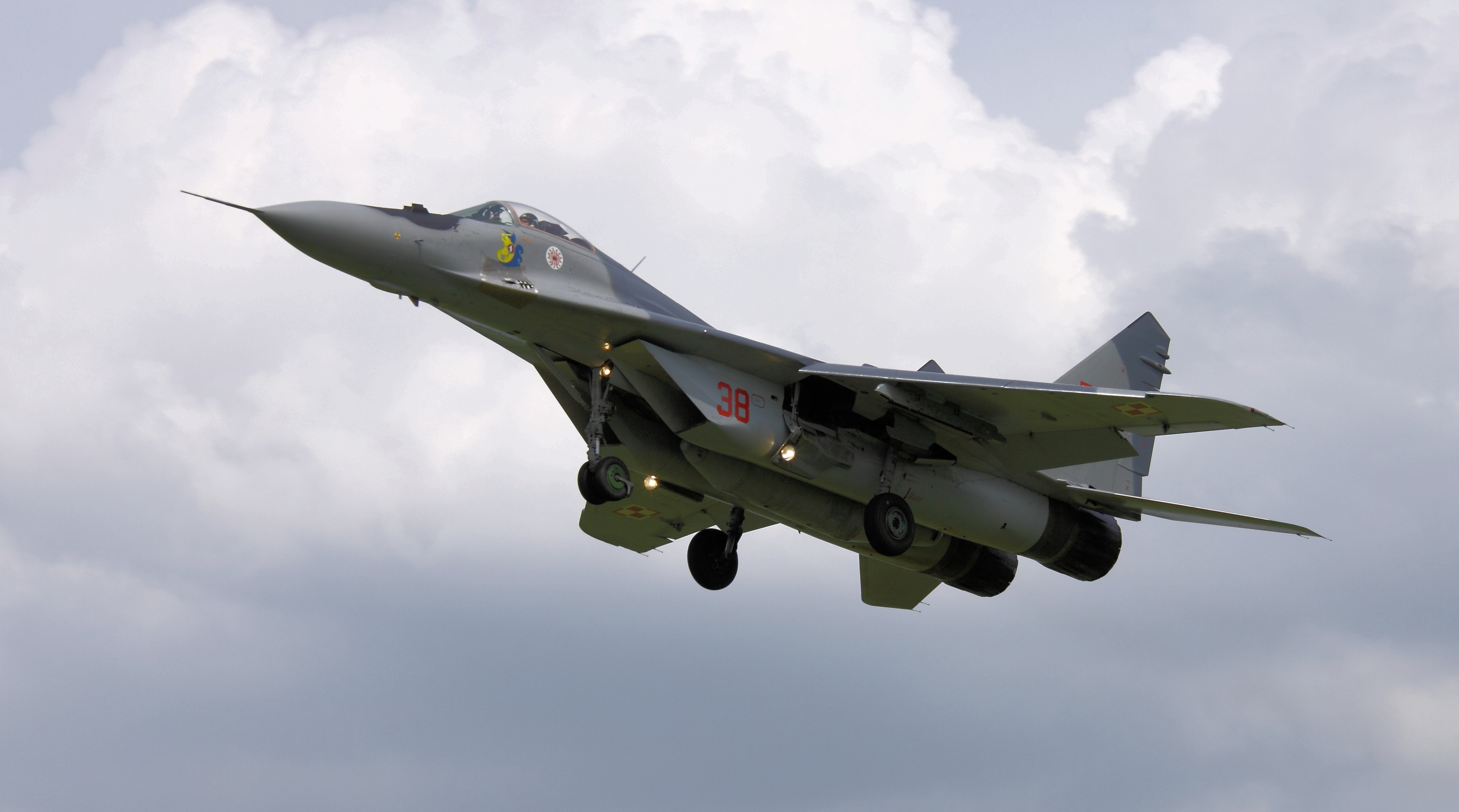
Polský MiG-29A

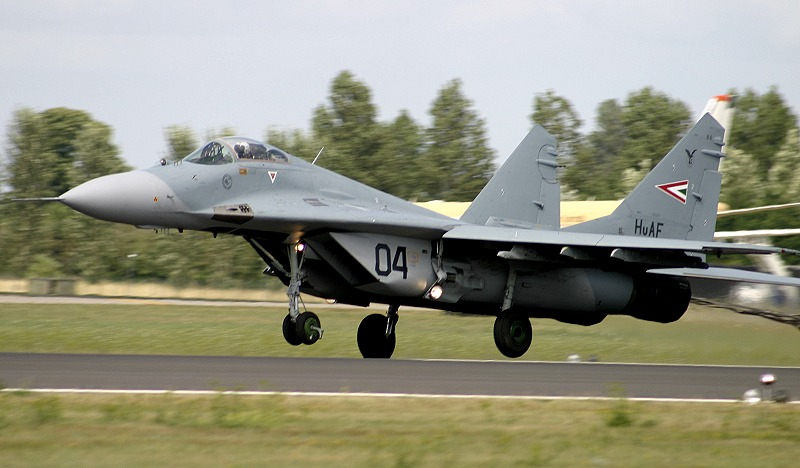
Maďarský MiG-29A

Konstrukční kanceláří označovaný jako „Izdelije 9–12“, je letadlo stavěné v několika sériích. Postupně byly na stroji realizované úpravy vyplývající z poznatků z provozu a z vývojových prací. Hlavním rozdílem oproti původním typům bylo použití vystřelovacího sedadla K-36DM a s tím související změna krytu kabiny. Zvětšila se i plocha směrových kormidel. Na začátku přechodů křídel přibyly výmetnice klamných cílů BVP-30–26M. Deflektor a větrací štěrbiny v prostoru kanónu byly postupně měněny v průběhu série. V důsledku snížení kvality sériové produkce byly některé součásti trupu vyráběné nejprve z uhlíkových vláken a u dalších sérií nahrazeny kovovými. Měnila se samozřejmě i avionika a v souvislosti s modernizací systémů a u některých exportních verzí byla v avioniky použita součástková základna budoucího uživatele. Stroje pro export do států Varšavské smlouvy nesly označení 9–12A, do ostatních zemí 9–12B. Motory RD-33, které ze začátku vykazovaly nedostatečnou životnost, byly postupně vylepšovány a parametry životnosti se zlepšovaly.
Letadla byla vybavena systémem zaměřování a vedení palby SUV, který sestává z pulsního dopplerovského radiolokátoru N-019 (S-29 Topaz, exportní označení N-019E Rubín) spojeného s laserovým dálkoměrem a infračerveným zaměřovačem KOLS a přilbovým značkovačem cíle. Palubní počítač zpracovává soubor vstupních dat z těchto přístrojů a průběžně vyhodnocuje a zobrazuje příslušné údaje pro pilota.
Výzbroj tvoří jednohlavňový kanón GŠ-30-1 (9A4071K) ráže 30 mm se zásobou 150 nábojů. Na šest závěsníků pod křídly je možné zavěsit kombinace PLRS středního doletu R-27R („AA-10 Alamo“) s radiolokačním naváděním nebo R-27T s infračerveným naváděním (pouze pro vnitřní závěsníky) a PLRS krátkého doletu R-60 nebo R-60M („AA-8 Aphid“), resp. R-73 („AA-11 Archer“), obě s infračerveným naváděním. Pro útoky na pozemní cíle mohou letadla nést bomby do hmotnosti 500 kg, napalmové pumy ZB-500, kontejnery submunice KMGU-2, raketnice B-8M, UB-16, UB-32 pro neřízené rakety, protipozemní střely S-24B nebo kanónová pouzdra UPK-23, vše do hmotnosti 3 000 kg. Na vnitřní závěsníky posledních sériových letadel je možné zavěsit přídavné nádrže na 1 150 litrů paliva. Mezi motorové gondoly je možné zavěsit přídavnou nádrž na 1 520 litrů paliva.
Výroba začala v roce 1982 v závodě Znamja truda v Moskvě (dnes závod MAPO – Moskevská letecká výrobní asociace).

### MiG-29UB Fulcrum-B

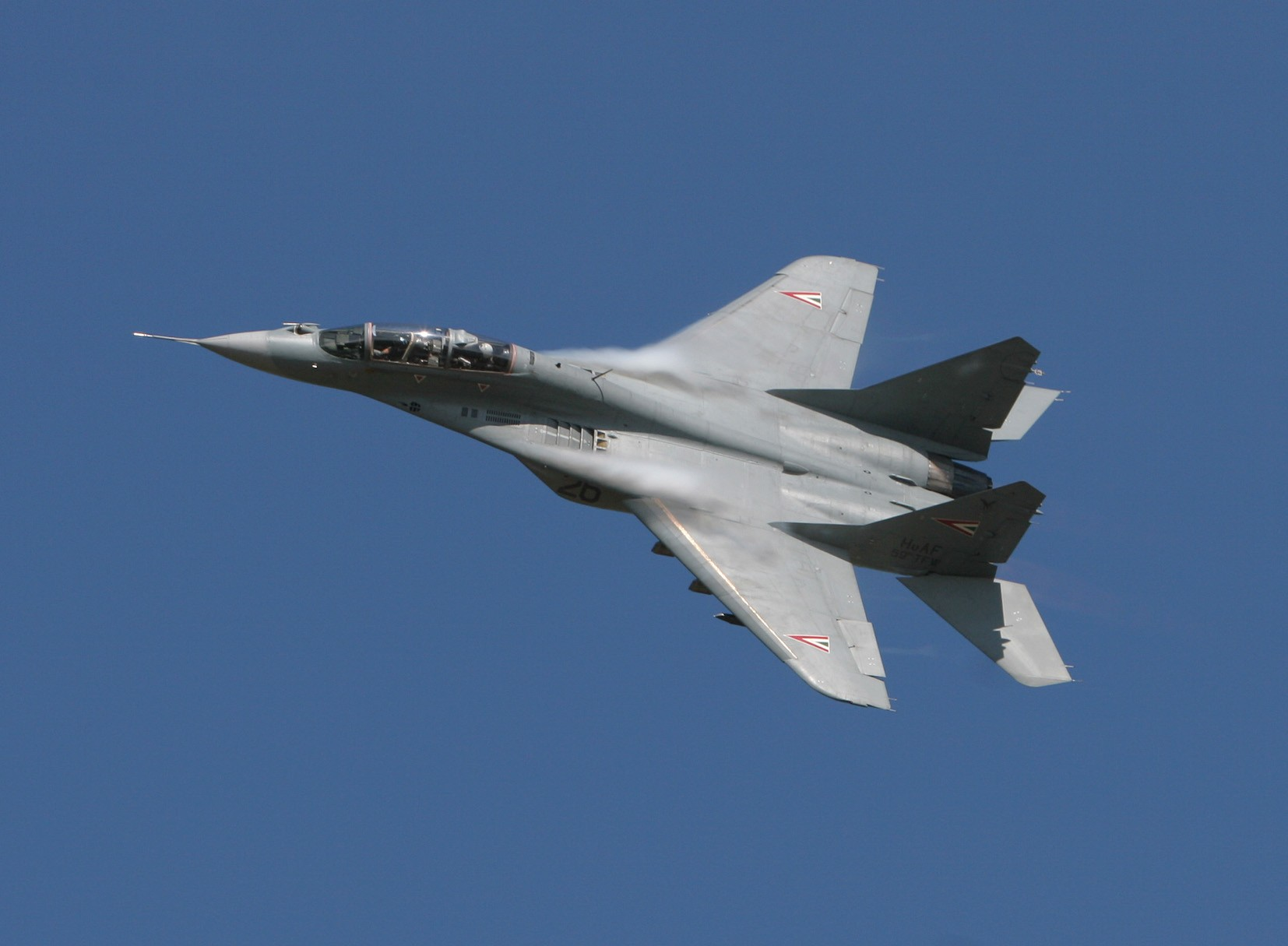
Maďarský MiG-29UB

Konstrukční kanceláří označovaný jako „Izdelije 9–51“, je dvoumístná cvičně-bojová varianta MiGu-29, určená ke zdokonalovacím letům. Prototyp této verze poprvé vzlétl 29. dubna 1981, pilotovaný A. Fedotovem. Tato verze je o 100 mm delší než jednomístná verze, sedadlo instruktora je umístěno za původní kabinou pilota a zasahuje do prostoru, kde mají jednomístné stroje umístěny palivové nádrže (proto má dvoumístná verze menší zásobu paliva). Protože sedačka instruktora jen mírně převyšuje přední sedačku žáka, je na vrcholu jednodílného dozadu odklopujícího se krytu kabiny umístěný sklopný periskop používaný při startu, přistávání a během pojíždění. Obě sedadla jsou typu K-36DM. Instruktor má možnost ze svého prostoru modelovat práci zbraňových systémů včetně radiolokátoru a simulovat některé závady, přední pilotní prostor je prakticky shodný s jednomístným letadlem MiG-29. Z hmotnostních důvodů byl z přístrojového vybavení vypuštěn radiolokátor, přičemž ostatní části systému SUV zůstaly zachovány. Kromě střel R-27 může letadlo nést na šesti závěsnících celé spektrum výzbroje jako jeho jednomístná varianta.

### MiG-29 Fulcrum-C
Konstrukční kanceláří označovaný jako „Izdelije 9–14“, byl prototyp MiGu-29 vybaveného novou avionikou a zbraňovým systémem umožňujícím nést širší spektrum protipozemní výzbroje, včetně posledních verzí protipozemních řízených střel. Letadlo poprvé pilotoval 13. února 1985 zkušební pilot T. Aubakirov. Později byl trup přestavěn do podoby letadla MiG-29S (Izdelije 9–12S).

### MiG-29S, SE, SD Fulcrum-C
Konstrukční kanceláří označované jako „Izdelije 9–13“, „Izdelije 9–12S, resp. 9–13S“ a „Izdelije 9–12SE, resp. 9–13SE“, jsou sériově vyvíjené varianty jednomístných MiGů-29. Požadavek na umístění většího počtu elektronických modulů Gardenija-1 bylo možné splnit jen zvětšením prostoru za kabinou, čímž vznikl charakteristický hrb mezi kabinou a brzdnými štíty. Na podkřídlové závěsníky nejblíže k trupu je možné již standardně umístit přídavné palivové nádrže po 1 150 litrech paliva. V souvislosti s tím se zvětšila celková nosnost na 4 000 kg. Sklopná náběžná hrana je pětidílná na rozdíl od čtyřdílné v předchozích variantách. Zabudováním zlepšeného radaru N-019M (RP-29m Topaz) s větším dosahem umožnilo nést a odpalovat rakety R-27ER a R-27ET, které mají oproti původním raketám zvýšený dolet a jsou i mírně větší a také rakety R-77.

#### Podverze

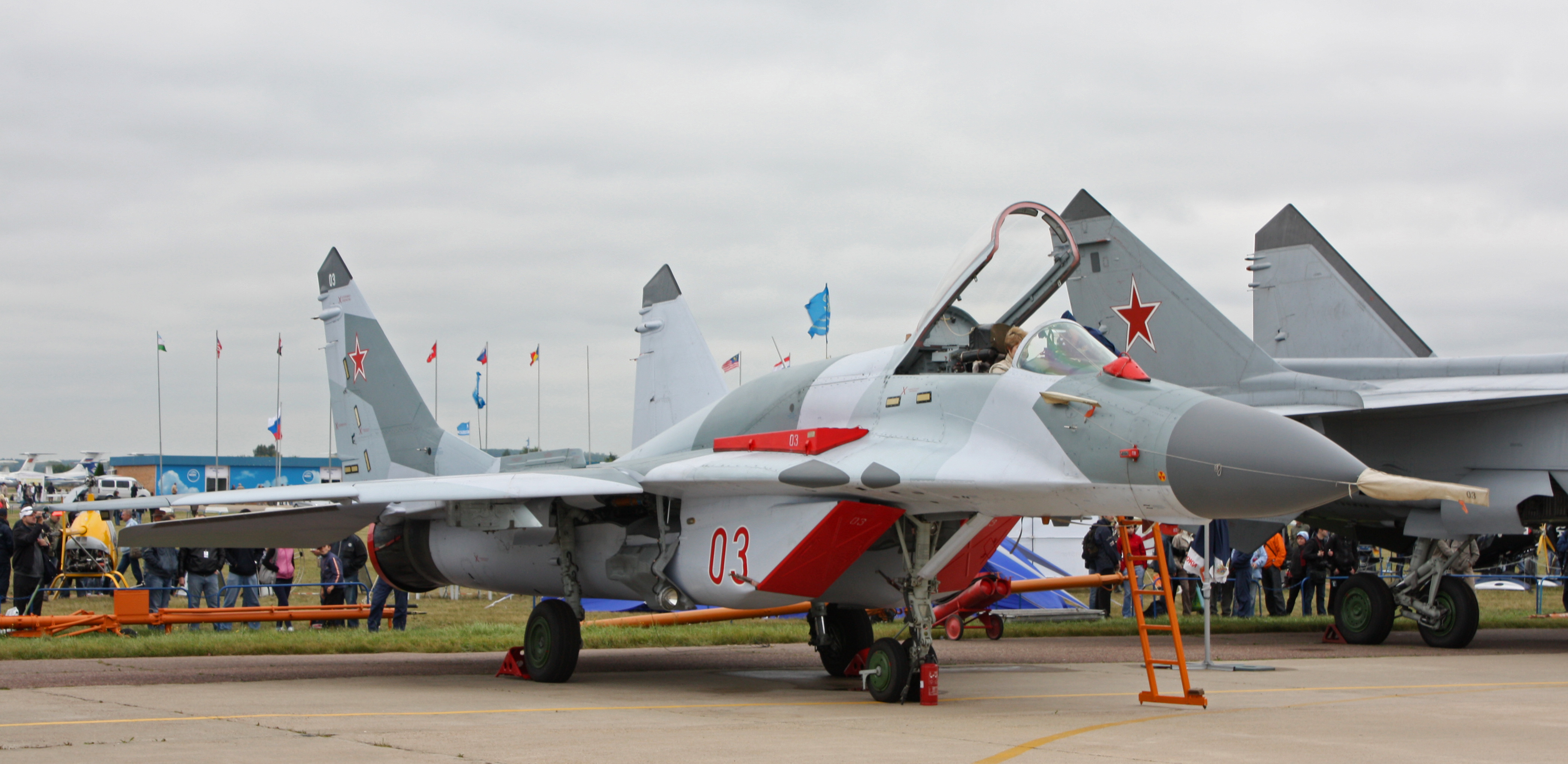
MiG-29SMT na MAKS-e 2009

- MiG-29SM – vylepšený MiG-29S s možností tankování během letu, zvýšenou nosností a schopností nést vylepšené střely vzduch-vzduch, dále TV obrazovka kompatibilní s naváděním bombou KAB-500KR nebo střelou Kh-29T, také schopna nést střely Kh-31A a Kh-31P.
- MiG-29SMT – zlepšená verze MiGu-29SM s vylepšeným kokpitem, avionikou a zvětšeným doletem.
- MiG-29SMT-2 – druhý stupeň modernizace pro exportní modely. Poskytuje nový radar, zlepšené motory, upravené ECM vybavení, digitální fly-by-wire kontrolní systém letu a kompatibilitu s četnými zbraněmi vzduch-vzduch a vzduch-země.
- MiG-29SMTK – námořní verze, nabídnuta Indii obsahující skládací křídla, dopadový podvozek a vylepšené navigační systémy.

### MiG-29M, ME, MiG-33 Fulcrum-E

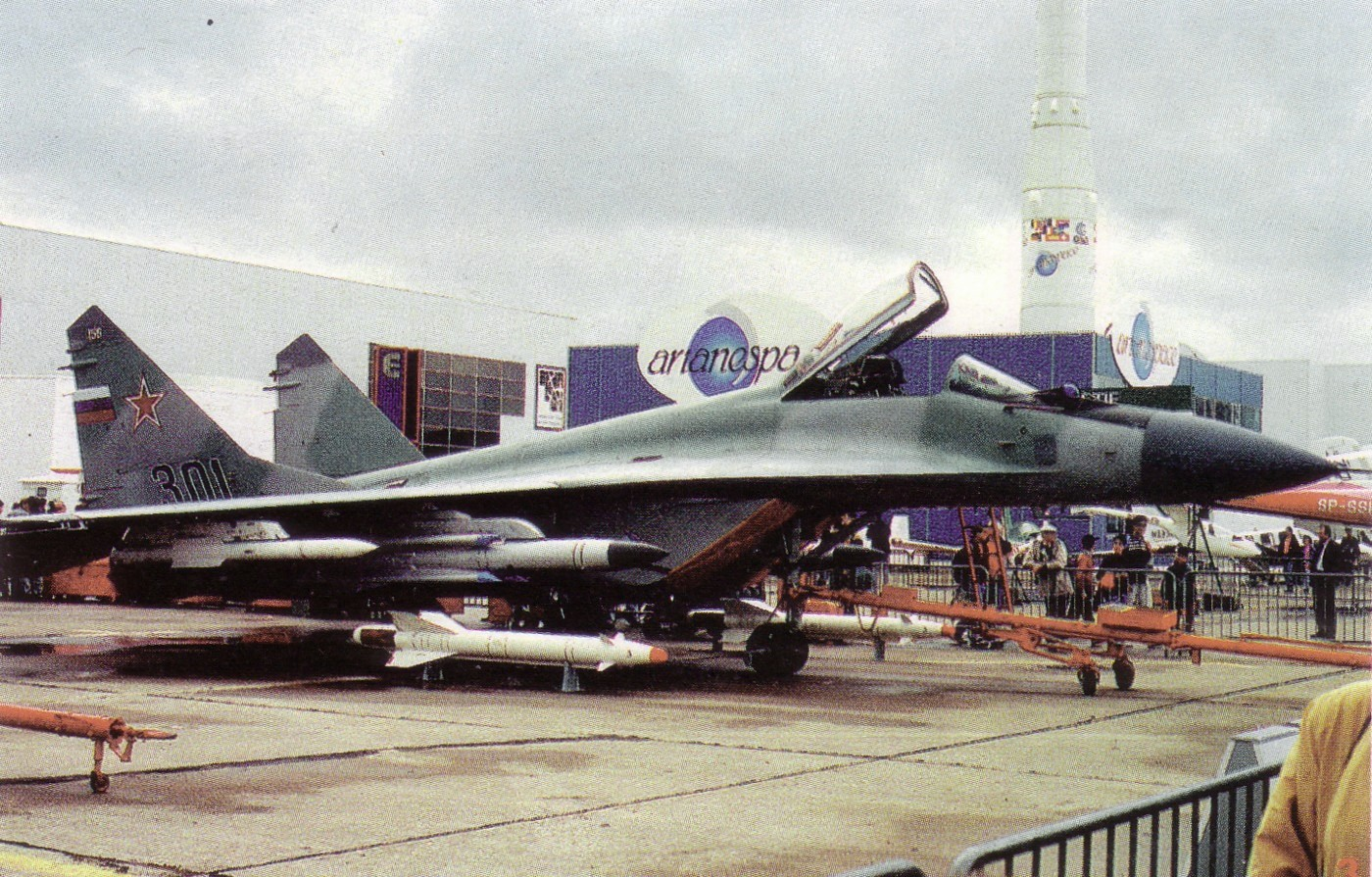
MiG-29M

Konstrukční kanceláří označena jako „Izdelije 9–15“ je vlastně MiG-29 druhé generace. Byla radikálně změněna vnitřní konstrukce, z vnějších odlišností jde hlavně výše položenou kabinu pilota (o 40 mm oproti původním strojům) a změnu tvaru části za kabinou společně s delší částí mezi motory a pouze jednodílným brzdícím štítem. Radom a infračidlem s laserovým dálkoměrem KOLS před kabinou dostaly odlišný tvar a vírový přechod ostrou náběžnou hranou. Z vrchní části trupu zmizela anténa radiolokačního systému, ze vstupního ústrojí byly vypuštěny horní pomocné sací otvory, mechanizace vstupu byla změněna a přibyly do ní sklopné ochranné mřížky (podobné jako má Su-27 zabraňující vniknutí předmětů do kompresorů motoru). V důsledku všech změn se celková délka zvětšila o 200 mm. Pro zlepšení obtékání přibyla na vodorovných ocasních plochách lomená náběžná hrana. Křídlo má stejný tvar a rozměry jako i předchozí modely, má dvoudílnou sklopnou náběžnou hranu, osm závěsných bodů (dva vnitřní opět s možností svěšení přídavných nádrží) a zvýšenou nosnost na 4 500 kg. U prvních letadel byly instalovány standardní motory RD-33, od konce roku 1989 jsou montovány motory RD-33K s tahem 53,90/86,25 kN každý. Byl zvýšen celkový objem vnitřních palivových nádrží. Nejvýraznější změnou oproti původním verzím je však jiný typ řízení a s ním související změny avioniky. Klasický mechanický systém řízení byl nahrazen systémem elektroimpulzním, tzv. fly-by-wire (FBW). Systém FBW funguje tak, že se vstupní signály z ovládacích prvků společně s dalšími nezbytnými údaji zpracovávají v centrální řídící jednotce a řídící signály na jednotlivé akční členy jsou vedeny několika na sobě nezávislými komunikačními sběrnicemi. Namísto původního radiolokátoru byl instalován radiolokátor N-010 Žuk.o
Zásoba nábojů pro kanón byla snížena na 100 kusů. Avionika byla přizpůsobena pro vypouštění a řízení protipozemních řízených střel, které byly zařazeny do výzbroje letadel řady MiG-29 poprvé. Odlišnosti avioniky se samozřejmě promítly i do pilotního prostoru, kde byla část obvyklých přístrojů nahrazených dvěma obrazovkami na levé a pravé straně přístrojové desky.
Celkem vzniklo šest prototypů, první z nich vzlétl 25. dubna 1986 pilotovaný V. J. Menickým. Prototypy byly zapojeny do rozsáhlých zkoušek jako systému řízení a aerodynamiky trupu, jakož i nových motorů, avioniky a různých variant výzbroje.
Výsuvný tankovací nástavec umístěný na levé straně trupu před kabinou a vyvinutý původně pro MiG-29K, je možné dodatečně montovat dle požadavků zákazníka i na letadla MiG-29M a MiG-29S.

#### Podverze
- MiG-29MaE, MiG-29ME, MiG-29MEh, MiG-29EM – exportní verze MiGu-29M.
- MiG-29MR – průzkumná verze MiGu-29M.
- MiG-29UM – dvousedadlová cvičná, bojeschopná verze MiGu-29M.
- MiG-33 – zřejmě nová exportní verze MiGu-29M.

### MiG-29KVP (Izdelije 9–18)

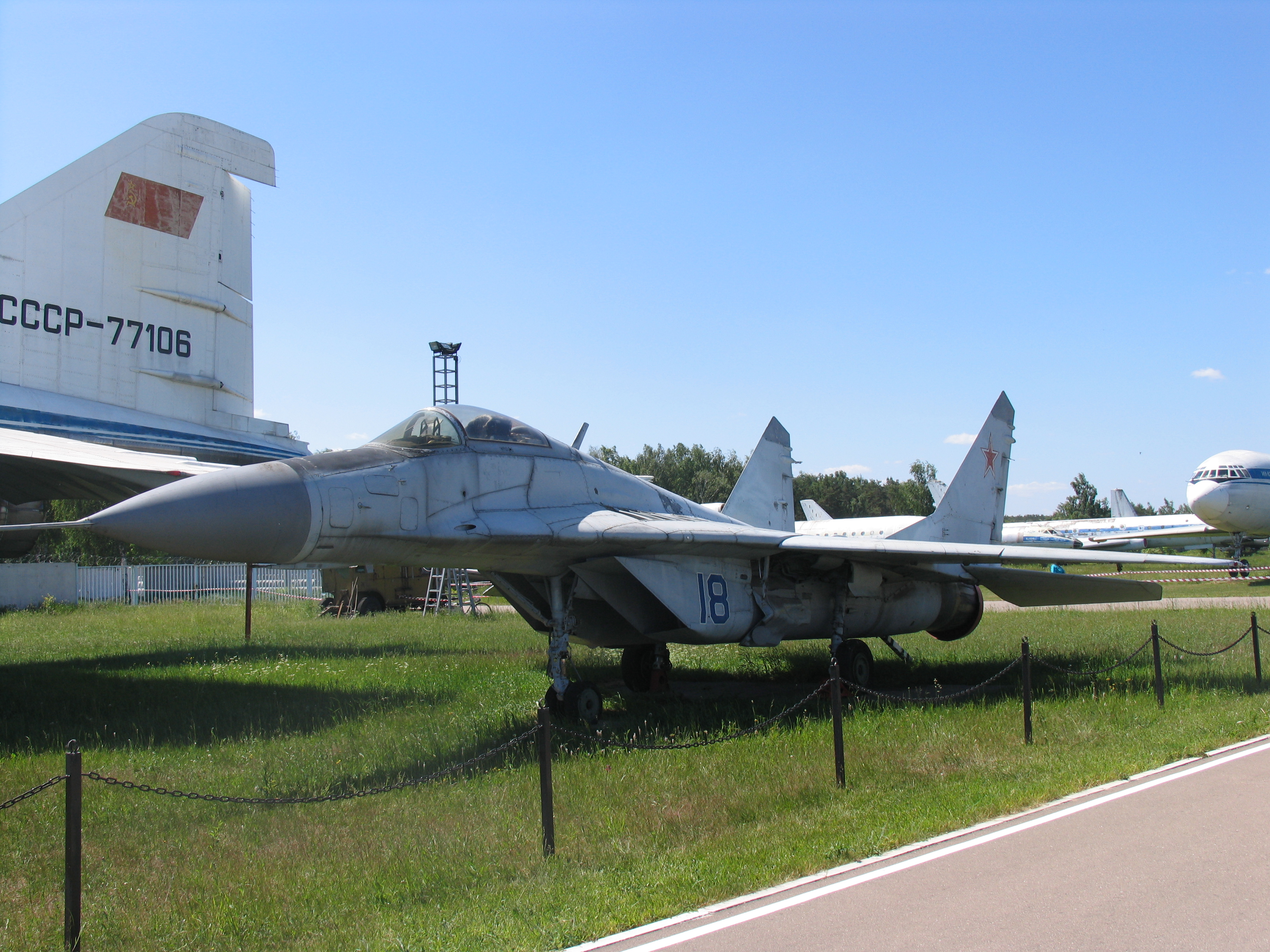
MiG-29KVP

Konstrukční kanceláří označovaný jako „Izdělije 9–18“ byl vytvořen na otestování vzletu za pomoci katapultu a dopadového podvozku. Byl vyvinut pro sovětské letadlové lodě třídy „Leonid Brežněv“ (později „Tbilisi“ a naposledy „Admiral Kuzněcov“). Úpravy zahrnovaly obvyklé vybavení palubních letadel, kromě sklopných křídel a úchytu pro katapult, protože tyto letadlové lodě jimi nebyly vybaveny. Výkony uvažovaných strojů společně se startovací rampou stačily pro bezpečný start i bez katapultů. Letadlo mělo tedy záchytný hák, zesílený podvozek i konstrukci draku a zvýšenou protikorozní ochranu. První prototyp zalétal pilot A. G. Fastovec 21. srpna 1982 a tento prototyp pak absolvoval rozsáhlý program zkušebních startů a přistání na pozemní základně Saki na Krymu, srovnatelnou s palubou letadlové lodi. Výsledky zkoušek byly následně použity při vývoji „plnokrevné“ palubní verze MiG-29K Fulcrum-D.

### MiG-29K Fulcrum-D

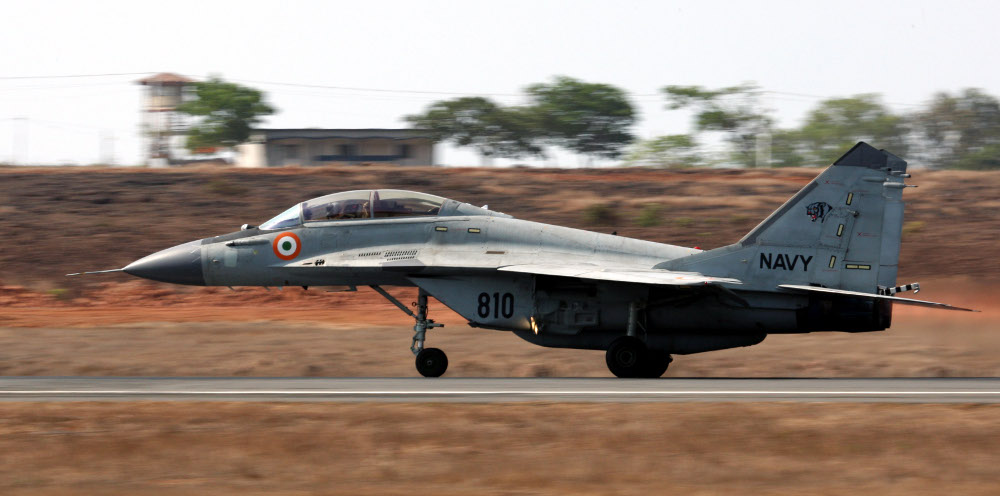
MiG-29K v indických službách

Konstrukční kanceláří označený jako „Izdělije 9–31“ je vlastně aplikací zkušeností a řešení vyzkoušených na MiGu-29KVP na souběžně vyvíjené letadlo MiG-29M se záměrem připravit na sériovou výrobu první palubní stíhač OKB MiG.
Nejvýraznější změnou je křídlo se zvětšeným rozpětím (na cca 12 000 mm a hloubkou, dvoudílnou sklopnou náběžnou hranou, zvětšenou plochou klapek, změněným tvarem koncového oblouku a zvětšenou plochou křidélek. Nosnost a počet závěsných míst zůstal shodný s MiGem-29M. Na levou stranu trupu před kabinou přibyl výsuvný nástavec pro tankování za letu. Všechny ostatní úpravy související s provozem na letadlové lodi, vyzkoušené u MiGu-29KVP, zde byly aplikovány. Avionika a systémy jsou prakticky shodné s MiGem-29M, včetně schopnosti nést a odpalovat stejné druhy podvěšené výzbroje.
První prototyp zalétat pilot T. Aubakirov 23. července 1988, první start a přistání na letadlové lodi provedl stejný pilot 1. listopadu 1989. Byly zalétány dva prototypy. Sériová výroba započala v roce 2013, první čtyři stroje verze K a KUB byly dodány ruskému námořnictvu v listopadu téhož roku.

#### Podverze
- MiG-29KU – cvičná verze MiGu-29K s modifikovaným nosem, přidáním odděleného kokpitu pro instruktora dopředu a vzadu s normálním kokpitem; zrušeno (teoreticky možná obnoveno).

### Další verze
- 9 -01- Předprodukční model.

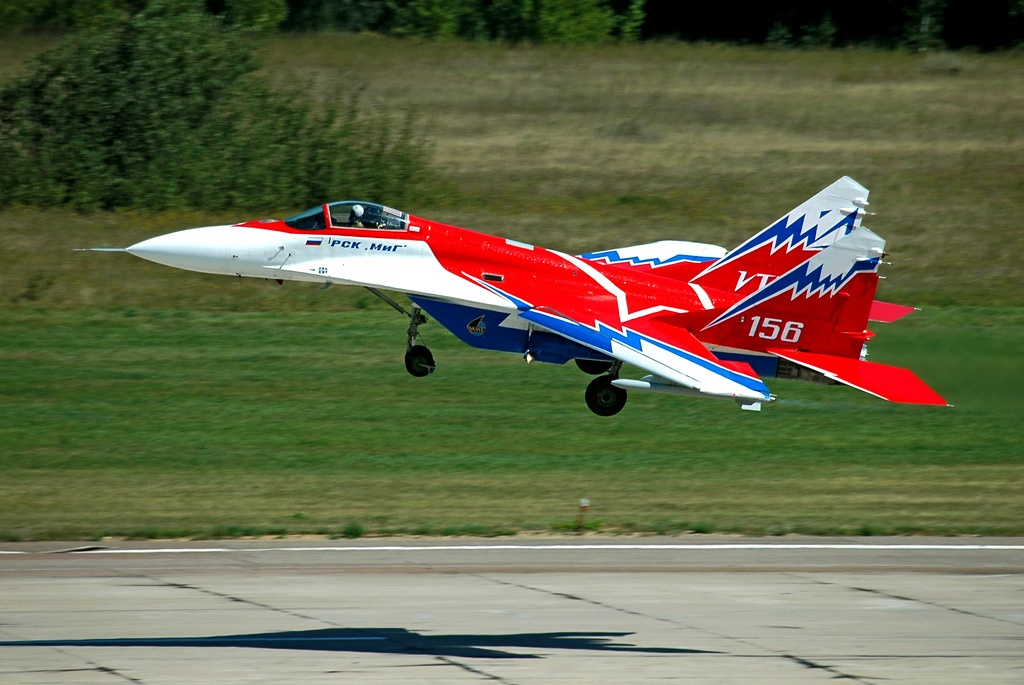
MiG-29OVT

- MiG-29AS – Slovenská vylepšená verze MiGu-29A (vylepšená avionika).
- MiG-29UBS – Slovenská vylepšená verze MiGu-29UB (vylepšená avionika).
- MiG-29b – dvousedadlová verze; detaily neznámé.
- MiG-29UBT – dvousedadlová útočná (bojová) verze pro speciální operace.
- MiG-29N – exportní verze pro Malajsii, podobná verzi MiG-29SD, ale optimalizovaná pro vzdušnou obranu, přidán systém doplňování paliva za letu, vylepšené komunikační vybavení, navigační systémy a motory.
- MiG-29UBN – dvousedadlová exportní verze pro Malajsii.
- MiG-29OVT – verze s vektorováním tahu (lidé[kdo?] si ji často pletou s MiGem-35 nebo MiGem-MFI (MiG-1.42/1.44)).
- MiG-35 – vylepšený MiG-29m², zaměřená primárně na exportní trh (často pletena s MiGem-29OVT nebo MiGem-MFI (MiG-1.42/1.44)).

## Uživatelé

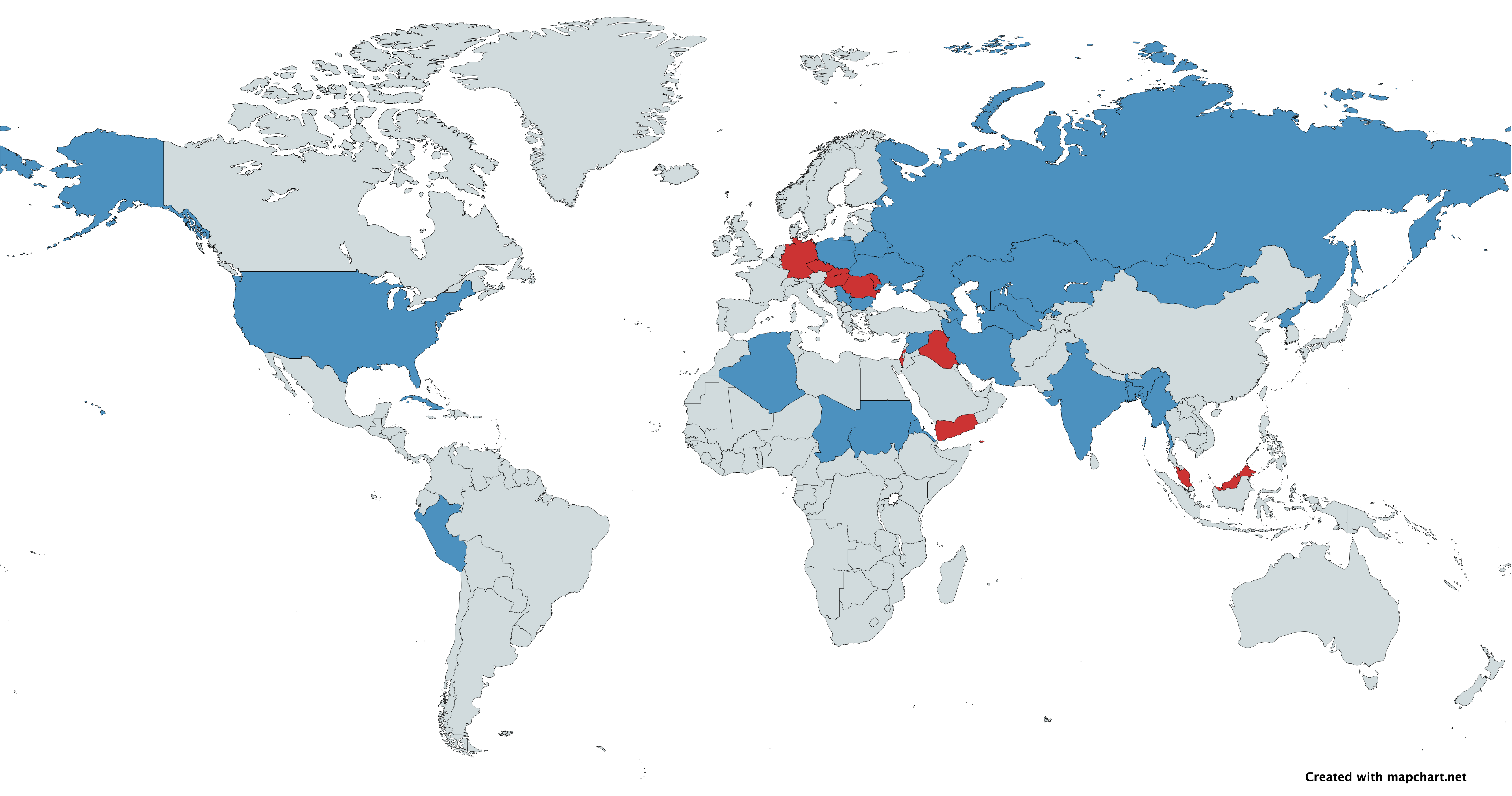
Současní provozovatelé
Bývalí

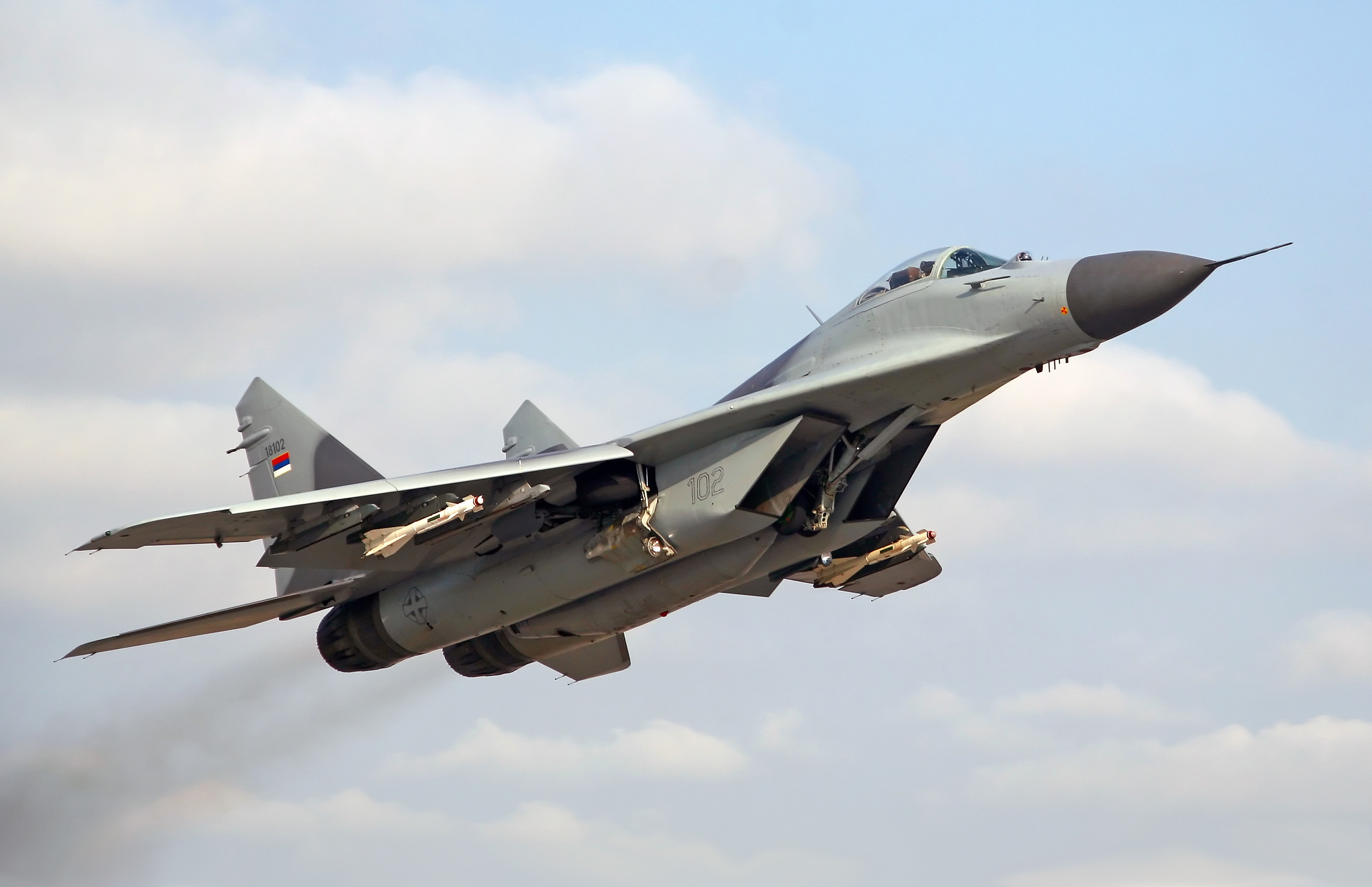
Srbský MiG-29 při vzletu

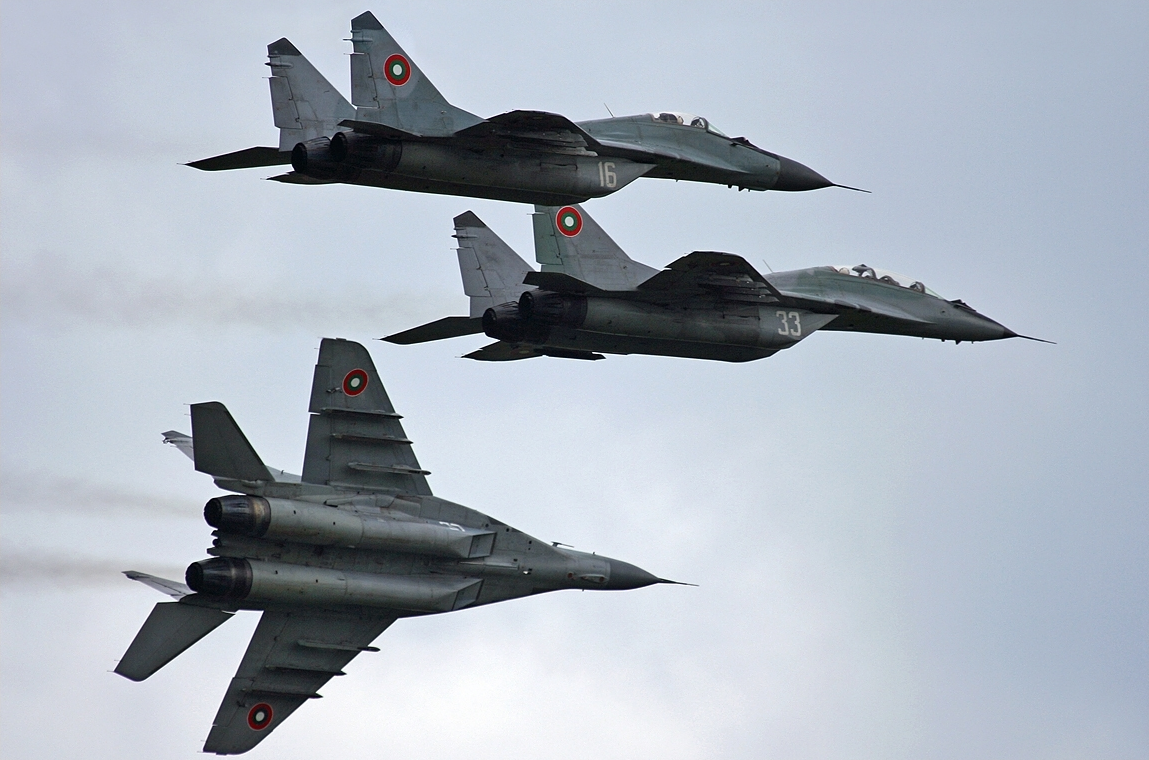
Bulharské MiGy-29 „Fulcrum-A“

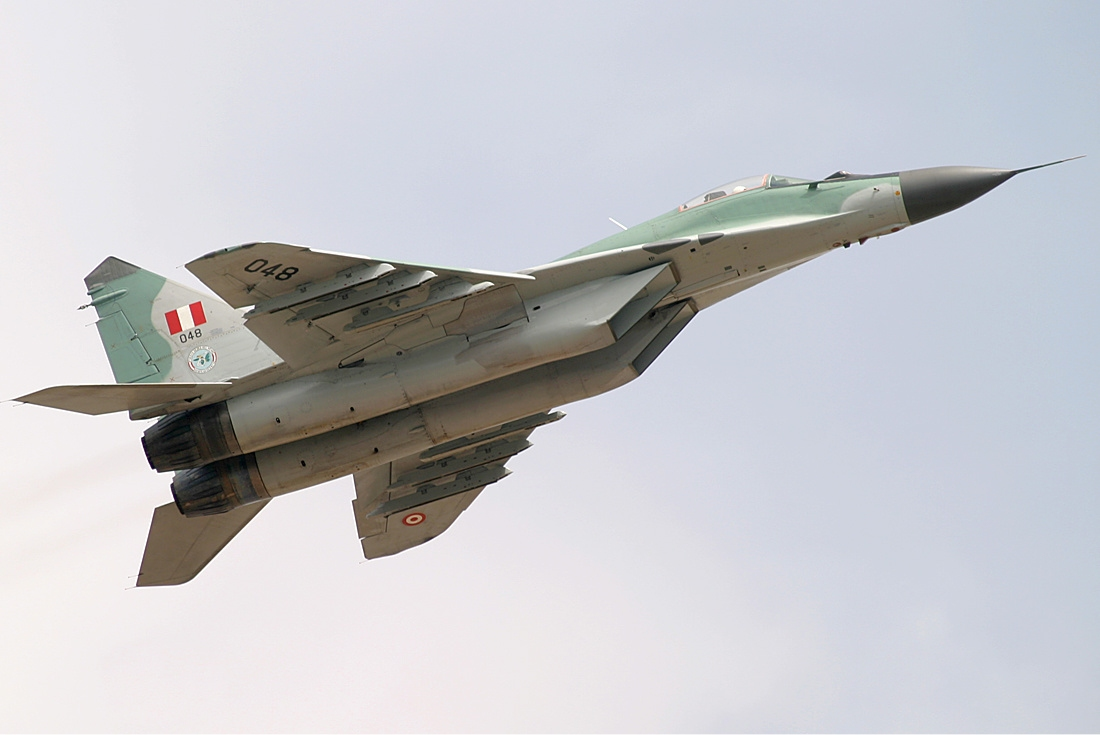
Peruánský MiG-29SE

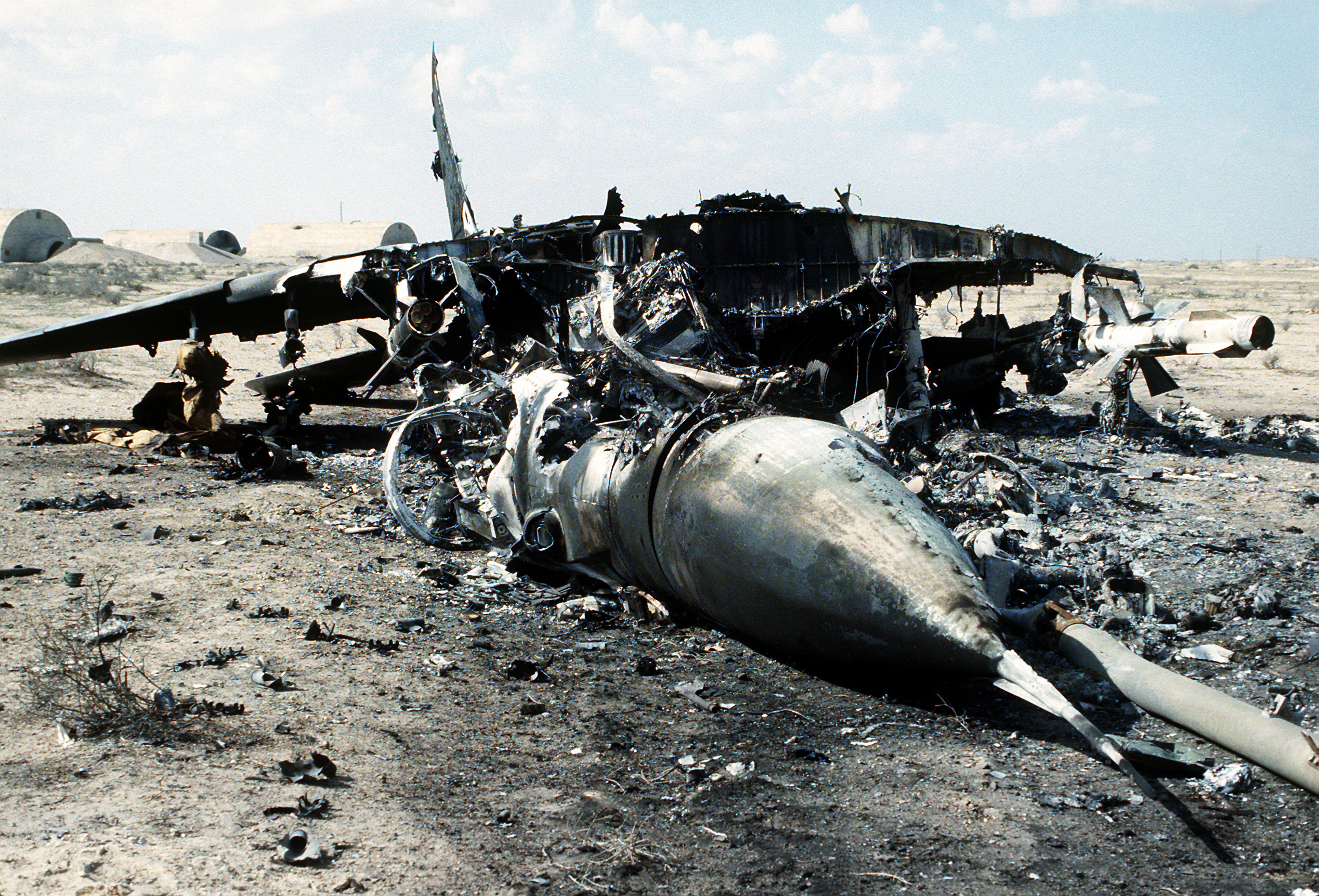
Vrak iráckého MiGu-29 zničeného na zemi během operace Pouštní bouře, 1991

### Současní uživatelé
- Alžírsko – 26 MiGů-29 ve službě v lednu 2014.[78][79] Objednáno 14 MiGů-29M/M2.[80][81]
- Ázerbájdžán – 13 MiGů-29 ve službě k lednu 2014.[78][79]
- Bangladéš – 6 MiGů-29Bs a 2 MiGy-29UB ve službě k roku 2021. Čtyři MiGy-29B byly modernizovány v Bělorusku. Zbytek modernizován v letech 2021–2022.[82][83]
- Bělorusko – 41 MiGů-29 v inventáři k lednu 2014.[78]
- Bulharsko – Bulharské letectvo provozuje 11 MiGů-29 a 3 MiGy-29UB používá pro přeškolovací výcvik. V inventáři k roku 2022[84]
- Čad – 3 MiGy-29[85] z Ukrajiny[86]
- Eritrea – 4 MiGy-29 v inventáři k lednu 2014[78]
- Indie – Indické letectvo provozuje 67 MiGů-29. V inventáři k lednu 2021.[87] Indické námořní letectvo má ve službě 44 MiGů-29K k únoru 2021.[87]
- Írán – 44 MiGů-29 v inventáři v roce 2012[88]
- Kazachstán – 12 MiGů-29 a 2 MiGy-29UB k roku 2016[89]
- Kuba – 4 MiGy-29 v inventáři k lednu 2014[78]
- Mongolsko – 6 MiGů-29UB ve službě v prosinci 2021.[90]
- Myanmar (Barma) – 31 MiGů-29 (6 SE, 20 SM(mod) a 5 UB) v lednu 2015[91] 10 modernizováno na standard MiG-29SM(mod).[92]
- Peru – 19 MiGů-29 ve službě k únoru 2021[84]
- Severní Korea – 18 MiGů-29 (6 9.12B, 3 S-13 a 2 UB) k červenci 2023.[73]
- Polsko – 22 MiGů-29 a 6 MiG-29UB používané pro výcvik v roce 2022.[84]
- Rusko – 87 (70 MiGů-29/MiGů-29UB, 15 MiGů-29SMT a 2 MiGy-29UBT),[93] ve službě k roku 2022.[93] Ruské námořní letectvo – 24 MiGů-29K[84]
- Srbsko – Srbské letectvo – 14 MiGů-29 (5 MiGů-29А, 3 MiGy-29Bs, 3 MiGy-29S, 3 MiGy-29UB) v inventáři 2022, 11 z nich modernizováno na standard MiG-29SMT, zatímco 3 (MiG-29UB) jsou používány pro výcvik.[94]
- Súdán – 11 ve službě k lednu 2017[95]
- Sýrie – 20 ve službě s 12 dalšími objednanými k lednu 2017.[95] A new delivery in May 2020.[96]
- Turkmenistán – 24 MiGů-29 ve službě k lednu 2014[78]
- Ukrajina – 37–70 MiGů-29 ve službě k březnu 2019[97][98]
- Uzbekistán – 60 MiGů-29 ve službě k lednu 2014[78]

### Bývalí uživatelé
- Československo – Získalo 18 MiGů-29 a dva MiGy-29UB. Ačkoli šest bylo schopno nést jaderné zbraně, potřebné vybavení k tomu bylo odstraněno podle smlouvy CFE. Vše přešlo na nástupnické státy.
- Česko – Zdědilo devět MiGů-29 a jeden MiG-29UB. Vše prodáno do Polska v roce 1995[99] a 1996[100] výměnou za 11 vrtulníků W-3A Sokol. Nahrazeny Saabem JAS-39 Gripen.
- NDR – 24 strojů po znovusjednocení začleněno do Luftwaffe.
- Srbsko a Černá Hora – Zděděno po Jugoslávii, šest zničeno v roce 1999.[101]
- Německo – Jeden havaroval, jeden vystavený, 22 letounů prodáno do Polska v roce 2003 za 22 Euro.[102]
- Maďarsko – 28 letounů v inventáři k lednu 2011.[103] Údajně uskladněny venku.[104] Poslední stíhačka byla vyřazena v prosinci 2010,[105] kdy byla v provozuschopném stavu pouze 4 letadla.[104] V roce 2011 maďarská vláda zamýšlela prodat šest MiGů-29B a dva MiGy-29UB. Nahrazeny letouny JAS-39 Gripen, ale v případě potřeby ponechány v rezervě.[106] V říjnu 2017 maďarské letectvo oznámilo, že v listopadu bude vydraženo 23 MiGů-29 včetně motorů a náhradních dílů.[107] Online aukce měla rezervační cenu 8,7 milionu Euro a nepřilákala žádné zájemce. Mohlo to být způsobeno dohodou mezi Maďarskem a Ruskem vyžadující souhlas výrobce (Ruska) s převodem vlastnictví letadla.[104]
- Irák – Během éry Saddáma Husajna obdržel 37 MiGů-29; ty byly zničeny nebo odepsány a některé přeletěly do Íránu.
- Izrael – pronajaty z Polska roku 1997.[108][109]
- Jemen – 24 ve službě k lednu 2017.[95] Všechny uzemněny kvůli občanské válce. Mnoho z nich bylo zničeno na zemi během operace Rozhodující bouře vedené Saúdskou Arábií v roce 2015.[110]
- Jižní Jemen – V roce 1994 obdržel 6 až 12 MiGů-29 buď z Moldavska a Ruska, nebo pouze z Moldavska.[111]
- Malajsie – Malajsie vyřadila v roce 2017 16 MiGů-29 pro nedostatek náhradních dílů a problémy s motory.[112][113][114]
- Moldavsko – Mimo provoz,[79] šest MiGů-29S uskladněno. V 90. letech bylo do USA prodáno celkem šest strojů k testování typu.[115][116]
- Rumunsko – 17 MiGů-29A a pět MiG-29UB dodáno od roku 1989.[117] 1 MiG-29S obdržen z Moldavska roku 1992.[118] Vyřazeny v roce 2003.
- Slovensko – Slovensko provozovalo celkem 24 MiGů-29. 9 MiG-29A a 1 MiG-29UB bylo zděděno po Československu. V letech 1993 až 1995 si Slovensko objednalo 12 dalších MiGů-29A a 2 stíhačky MiG-29UB jako kompenzaci za ruský dluh.[119] 12 letounů bylo v letech 2007 a 2008 modernizováno ruskou společností MiG a západními společnostmi tak, aby splňovaly požadavky NATO,[120][121] a byly udržovány ruskými vojenskými techniky na letecké základně Sliač.[122] Oficiálně byly vyřazeny ze služby 31. srpna 2022.[123] Slovenský ministr zahraničí Rastislav Káčer prohlásil, že jeho země je připravena převést flotilu MiGů-29 na Ukrajinu. Řekl: „Ještě jsme [Ukrajině] MiGy-29 nepředali. Ale jsme připraveni to udělat. Mluvíme s našimi partnery v NATO o tom, jak to udělat,“ a takový balíček by zahrnoval „několik tisíc“ raket.[124][125] Slovensko převedlo první čtyři stíhačky MiG-29, ze 13, které byly odeslány na Ukrajinu 24. března 2023.[126]
- Sovětský svaz – převzaty nástupnickými státy
- Jugoslávie – 14 MiGů-29 a 2 MiGy-29UB, předány Srbsku a Černé Hoře.[101]

Cena pro země Varšavské smlouvy se pohybovala okolo 4 milionů dolarů. Stroje určené pro západní země stály o několik let později až 25 milionů dolarů.
Německé MiGy-29 byly v roce 1990 modernizované a později všechny prodány do Polska, předtím však posloužily k nácviku boje proti iráckému letectvu před Operací Pouštní bouře.
Moldavské stroje byly také prodány do zahraničí, celkem 10ks do Jemenu a 21 ks do USA. Česko v roce 1995 vyměnilo svých zbývajících 10 MiGů-29 Polsku za 11 vrtulníků W-3 Sokol. O jejich nákupu uvažovaly Švýcarsko, Finsko a Čína. USA, Spojené království, Francie, Izrael a Jižní Korea požádaly o prodej MiGů-29 na zkoušky.[zdroj?]
USA nakonec zakoupily v roce 1997 za účelem výzkumu a výcviku celkem 22ks, z toho 21ks z Moldavska v rozloženém stavu v bednách v ne úplně nejlepším stavu a 1 ks v kompletním 100% letuschopném stavu a upraveném na standardy NATO z Německa.

## Specifikace (MiG-29 „Fulcrum A“)

### Technické údaje
- Posádka: 1
- Délka: 17,37 m
- Rozpětí: 11,4 m
- Výška: 4,73 m
- Nosná plocha: 38,1 m²
- Hmotnost (prázdný): 10 900 kg (11 600 kg u MiG-29SMT)
- Hmotnost (naložen): 15 240 kg (16 100 kg u MiG-29SMT)
- Maximální vzletová hmotnost: 18 480 kg (21 000 kg u MiG-29SMT)
- Pohonná jednotka: 2 × dvouproudový motor Klimov RD-33K, s přídavným spalováním, každý o tahu 49,4 kN / 86,4 kN (maximálně)

### Výkony
- Maximální rychlost: 2 445 km/h (Mach 2) ve velké výšce
- Akční rádius: 700 km (990 km u MiG-29SMT)
- Přeletový dolet: 2 100 km (3 500 km u MiG-29SMT)
- Dostup: 18 013 m (18 000 m u MiG-29SMT)
- Stoupavost: 330 m/s, 1188 km/h
- Plošné zatížení: 442 kg/m²
- Tah/Hmotnost: 1,05 kW/kg

### Výzbroj
- 1x 30mm kanón GŠ-30-1 se 150 náboji. Jde o nejlehčí zbraň ve své kategorii na světě, která bez munice váží jen 46 kg.
- Do 3 500 kg výzbroje – na třech závěsnících pod každým křídlem lze umístit nejrůznější varianty řízených střel vzduch–vzduch například: R-27, R-73, R-60, stejně jako několik laserem naváděných raket vzduch–zem nebo konvenčních bomb. Verze dodávané zemím bývalé Varšavské smlouvy byly přizpůsobené nést i atomové zbraně.

## Nehody a incidenty
V červnu 1989 při Paris Air Show při pomalém letu ve výšce 300 ft (91 m) nad letištní plochou ztratil tah pravý motor. Letoun se střemhlav zřítil. Pilot se stačil katapultovat. Smůla provázela tento letoun i „po smrti“. Při návratu vraku v trupu An-225 i s raketoplánem Buran na trupu muselo An-225 dne 19. června 1989 nouzově přistát v Praze-Ruzyni.
Ve dnech 28. června a 7. září 2020 havarovaly v Libyi MiGy-29 pilotované ruskými žoldnéři, pravděpodobně spojenými s Wagnerovou skupinou.
18. srpna 2021 došlo při cvičném letu bez podvěsené výzbroje k havárii ruského stroje v modifikaci SMT. Let probíhal v blízkosti vojenského polygonu Alušuk v Astrachaňské oblasti a stroj (organizačně patřící 185. centru bojové přípravy a bojového nasazení – rusky 185-й Центр боевой подготовки и боевого применения ЦБП и БПр ВКС) měl sloužit jako cvičný cíl pro vojska PVO a stíhače. Pilot při havárii zahynul. K havárii došlo během první zatáčky po startu, stroj spadl nedaleko prahu ranveje. Pilotoval ho poručík Vlad Jakimenko, absolvent Krasnodarského vyššího vojenského leteckého učiliště (КВВАУЛ). Školu ukončil v roce 2019.